# Operazione Power Pack
Operazione Power Pack fu il nome in codice di un'operazione militare condotta dagli Stati Uniti d'America nell'aprile 1965 nel territorio della Repubblica Dominicana.
Paese soggetto a una forte instabilità politica dopo l'assassinio del dittatore Rafael Leónidas Trujillo nel 1961, la Repubblica Dominicana cadde preda di una violenta guerra civile a partire dal 24 aprile 1965. Le fazioni che si contendevano il potere erano rappresentate da un lato dai cosiddetti "costituzionalisti" (di orientamento progressista e favorevoli al ripristino dell'autorità del presidente Juan Bosch, deposto da un colpo di stato dei militari nel 1963) e dall'altro dai cosiddetti "lealisti" (di orientamento conservatore e rappresentati principalmente dai vertici delle forze armate che avevano deposto Bosch); la guerra civile si concentrò principalmente nelle strade della capitale Santo Domingo, teatro di sanguinosi scontri e massacri.
Il collasso dell'ordine interno e la presenza di esponenti dei movimenti comunisti dominicani nei ranghi dei costituzionalisti fecero paventare all'amministrazione statunitense del presidente Lyndon B. Johnson il pericolo che nella Repubblica Dominicana si potesse insediare un regime di estrema sinistra, a modello di quanto avvenuto nella vicina Cuba; il presidente autorizzò quindi lo spiegamento di reparti da combattimento statunitensi a Santo Domingo, inizialmente solo con la missione di evacuare in sicurezza i cittadini stranieri ma poi anche con il compito di favorire indirettamente un successo dei lealisti. Dopo brevi scontri, le forze statunitensi ebbero successo nell'isolare i quartieri cittadini controllati dalle milizie costituzionaliste, obbligandone i leader a trattare; i negoziati furono portati avanti dall'Organizzazione degli Stati americani (OSA), che per la prima volta nella sua storia approntò una missione di peacekeeping (la Forza di pace interamericana) per contribuire alla stabilizzazione della situazione.
I negoziati ebbero successo e portarono, il 3 settembre 1965, alla nomina di un governo provvisorio sotto Héctor García-Godoy sostenuto da entrambe le fazioni, che resse la nazione fino alle elezioni del giugno 1966 vinte dal conservatore Joaquín Balaguer; le ultime truppe statunitensi e dell'OSA furono quindi ritirate nel settembre 1966.

## Antefatti

### L'eredità di Trujillo
Il trentennale regime di Rafael Leónidas Trujillo sulla Repubblica Dominicana ebbe bruscamente fine il 30 maggio 1961, quando il dittatore fu assassinato con un colpo di fucile su una strada fuori la capitale Santo Domingo. Al potere dal 1930, anche se spesso mascherato da presidenti di facciata che ricoprivano formalmente la più alta carica dello Stato al posto suo, Trujillo aveva istituito sul paese un regime nepotistico, autoritario e sanguinario, caratterizzato da un forte culto della personalità e da metodi brutali per la repressione del dissenso, e pur tuttavia sostenuto dagli Stati Uniti in virtù del suo acceso anticomunismo e della stabilità economica che aveva saputo dare alla Repubblica Dominicana, paese fino troppo caratterizzato negli anni precedenti da governi deboli e corrotti intervallati da colpi di stato dei militari. Alla fine degli anni 1950, tuttavia, la politica dei servizi di sicurezza dominicani di omicidi mirati e sparizioni forzate degli oppositori politici rifugiati all'estero aveva garantito a Trujillo l'ostilità manifesta dell'intera Organizzazione degli Stati americani, e la perdita dell'appoggio da parte degli statunitensi; la stessa CIA fu in qualche misura coinvolta nel suo assassinio.

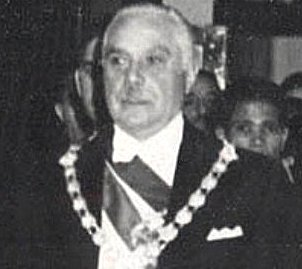
Trujillo nel 1952; dittatore dal 1930, la sua uccisione aprì un periodo di forte instabilità politica nella Repubblica Dominicana.

L'uccisione di Trujillo faceva parte di un tentativo di colpo di stato portato avanti da alcuni alti ufficiali delle forze armate dominicane, che tuttavia fallì rapidamente: gli apparati di sicurezza scoprirono ben presto l'identità dei cospiratori, che per la maggior parte finirono fucilati nei giorni immediatamente seguenti. Joaquín Balaguer ricopriva all'epoca la carica di presidente della repubblica, ma alla morte del dittatore furono i suoi familiari a contendersi il potere: si aprì una lotta per la successione tra il figlio di Trujillo, Ramfis Trujillo, e gli zii di quest'ultimo, Hector Bienvenido e Jose Arismendi Trujillo, ma l'amministrazione del presidente John Fitzgerald Kennedy mise bene in chiaro che gli Stati Uniti non avrebbero tollerato un ripristino puro e semplice della passata dittatura; nel novembre 1961, quindi, i membri della famiglia Trujillo abbandonarono Santo Domingo dopo aver svuotato il tesoro nazionale.
Balaguer resse precariamente il potere fino al 1º gennaio 1962 quando, su pressione delle manifestazioni di piazza, accettò di condividere il governo della nazione con un "Consiglio di Stato" di sette membri scelti tra gli alti ranghi militari e tra gli uomini d'affari più in vista. Il consiglio ebbe appena il tempo di insediarsi, e il 17 gennaio fu spodestato da un colpo di stato orchestrato dal capo di stato maggiore delle forze armate dominicane, generale Pedro Rodríguez Echavarría. L'azione ebbe però vita breve: il giorno successivo il colonnello Elías Wessin y Wessin, comandante del Centro d'addestramento delle forze armate (Centro de Entrenamiento de las Fuerzas Armadas o CEFA, una forza d'élite dell'esercito dominicano), condusse un contro-colpo di stato, arrestò Echavarría e ripristinò l'autorità del Consiglio di Stato; nel seguente rimpasto di governo, Balaguer (troppo colluso con il regime di Trujillo) fu sostituito alla presidenza con Rafael Filiberto Bonnelly.
Il Consiglio di Stato indisse elezioni democratiche da svolgersi il 20 dicembre 1962, e tra le otto formazioni politiche che si presentarono alle urne furono due a raccogliere il grosso dei consensi: il Partito Rivoluzionario Dominicano (PRD) di Juan Bosch, fondato da esuli dominicani riparati a Cuba e schierato su posizioni di centro-sinistra, e l'Unione Civica Nazionale (UCN) di Viriato Fiallo, conservatore e strettamente connesso con le élite economiche della nazione. Grazie a un forte sostegno dei ceti popolari, Bosch ottenne la presidenza con il 64% dei voti e il PRD guadagnò una maggioranza dei due terzi in entrambi i rami del parlamento; Bosch entrò quindi in carica come presidente il 27 febbraio 1963, il primo capo di stato liberamente eletto nel paese da molti decenni a questa parte.

### La deposizione del governo Bosch

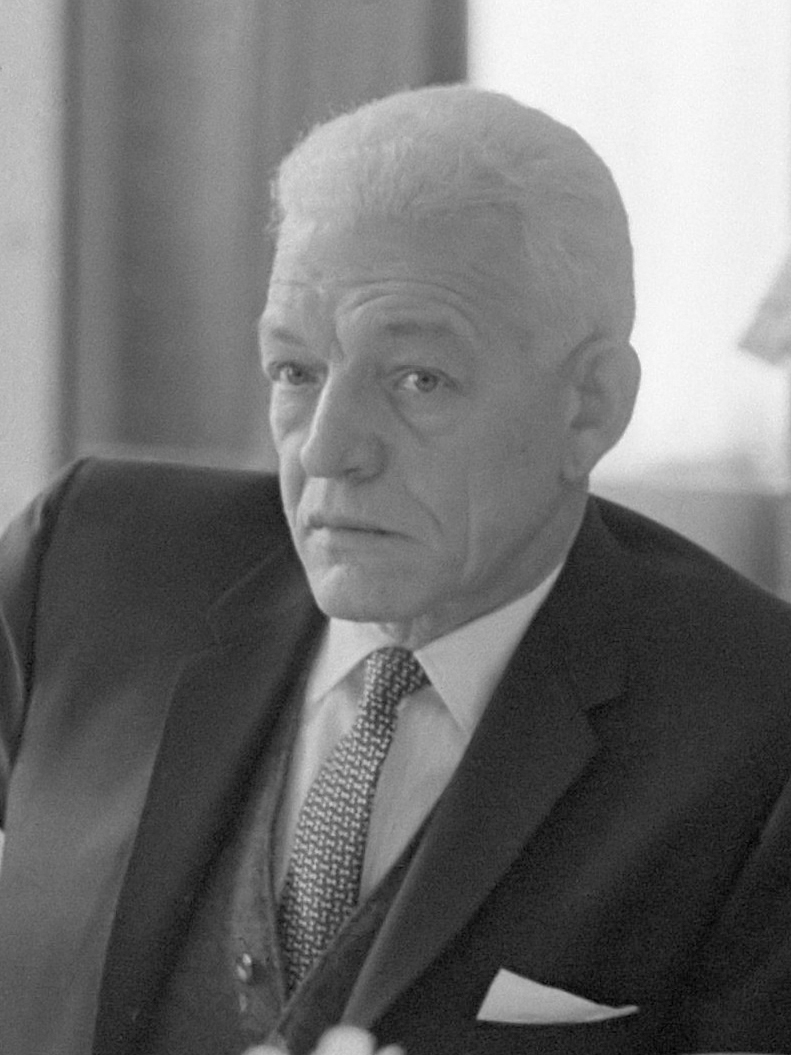
Juan Bosch nel 1963; la sua breve presidenza durò dal 27 febbraio al 25 settembre del 1963

Forte della sua maggioranza parlamentare, Bosch inaugurò un vasto programma di riforme economiche e sociali, comprensivo dell'adozione di una nuova costituzione che imponeva la separazione tra Stato e Chiesa, riconosceva i diritti politici e umani fondamentali e garantiva il controllo del governo civile sulle forze armate; il governo Bosch promosse una riforma agraria comprendente una vasta redistribuzione delle terre, e incrementò la tassazione sulle attività economiche e industriali. I 24 anni di esilio dalla Repubblica Dominicana avevano tuttavia fatto perdere a Bosch il contatto con la reale situazione del paese, e le sue riforme furono ben presto percepite come troppo radicali e minacciose da vari segmenti della società dominicana: la Chiesa Cattolica locale osteggiava la secolarizzazione della società imposta dalla nuova costituzione, mentre le classi abbienti avversavano le riforme economiche liberali del nuovo governo. Vasti settori della società, dai conservatori ai militari ma anche all'interno della stessa maggioranza di centro-sinistra, furono spaventati dalla decisione di Bosch di legalizzare i movimenti dichiaratamente comunisti e dal fatto che il governo non prendeva alcuna posizione contro gli elementi più radicali dell'arco politico; iniziò a diffondersi il timore che Bosch stesse ponendo le fondamenta per un regime di stampo castrista come nella vicina Cuba, cosa che alienò al nuovo governo il sostegno, pur inizialmente dato, degli Stati Uniti.
Nel settembre 1963 Bosch ordinò la rimozione dal suo incarico del colonnello Wessin, l'ultraconservatore comandante dell'unità d'élite del CEFA; per tutta risposta, il 25 settembre 1963 i reparti fedeli al colonnello condussero un colpo di stato a Santo Domingo: Bosch fu arrestato e obbligato ad andare in esilio a Porto Rico, la costituzione del 1963 venne dichiarata come "non esistente" e le organizzazioni comuniste furono bandite. Il golpe tuttavia non trovò il sostegno dell'amministrazione Kennedy: davanti all'ennesimo rovesciamento di un governo democratico da parte dei militari, gli statunitensi interruppero le relazioni diplomatiche con Santo Domingo, sospesero gli aiuti e minacciarono l'imposizione di severe sanzioni economiche al nuovo regime. Il neo-promosso generale Wessin dovette quindi farsi da parte e lasciare il potere in mano a un "triumvirato" di politici civili, controllato da esponenti del partito conservatore UCN: Emilio de los Santos y Salcié, Donald Reid Cabral e Ramón Tapia Espinal. Il "triumvirato" fu inizialmente presieduto da Emilio de los Santos, sostituito poi il 23 dicembre 1963 da Donald Reid Cabral, un diplomatico già vicepresidente del "Consiglio di Stato" del 1962.
Reid promise nuove libere elezioni generali per il settembre 1965, ma il suo governo non riuscì a imporsi sul paese. La situazione economica era disastrosa: il calo dei prezzi dei prodotti agricoli esportati dalla nazione aveva portato a una grossa crisi economica, cui Reid cercò di porre rimedio con forti misure di austerità che gli alienarono il sostegno tanto dei lavoratori quanto degli uomini d'affari e dei gruppi professionali. Nel tentativo di recuperare risorse, Reid tagliò le spese militari e cercò di porre un freno alle attività di contrabbando portate avanti, fin dagli anni di Trujillo, dagli alti gradi delle forze armate; questo provocò più di un malcontento tra i generali, ma anche gli ufficiali di basso grado avversavano il nuovo governo, ritenuto troppo lento nell'opera di pensionamento degli alti ufficiali collusi con il vecchio regime e nell'avvicendamento dei ranghi delle forze armate. In breve, il "triumvirato" non riuscì né a imporre la sua autorità sugli ambienti conservatori, fuori e dentro le forze armate, né a proporsi come governo legittimo agli occhi delle masse popolari che avevano votato per Bosch.
L'unico successo che il governo Reid conseguì fu di ottenere il riconoscimento da parte degli Stati Uniti. La decisione di riconoscere il nuovo governo dominicano, presa da Kennedy poco prima del suo assassinio e confermata poi dalla nuova amministrazione di Lyndon B. Johnson, era più che altro dettata dalla disillusione e dall'indifferenza: all'iniziale enfasi sulla necessità di riforme democratiche nei paesi dell'America Latina si sostituì una visione più pragmatica che poneva al centro la protezione degli interessi economici e di sicurezza degli Stati Uniti, che il fortemente filo-statunitense Reid sembrava assicurare. Concentrato sui programmi di riforma interna della "Grande società" e sull'incremento della partecipazione statunitense alla guerra del Vietnam, Johnson dedicò scarsa attenzione alle vicende in corso nell'America latina; ad ogni modo, il nuovo presidente mantenne fede alla priorità, già fissata da Kennedy, di impedire il sorgere di un nuovo regime castrista (una "seconda Cuba") nella regione.

### Verso la guerra civile
All'inizio del 1965, la posizione del "triumvirato" capitanato da Reid era quantomai precaria. Praticamente tutti i partiti e i movimenti d'opposizione consideravano il suo governo come illegale e chiedevano il ripristino dell'autorità di Bosch; questa posizione era condivisa sia dai movimenti comunisti (divisi tra il filo-sovietico Partido Socialista Popular, il maoista Movimiento Popular Dominicano e il castrista Movimiento 14 Junio, tutti ostili l'uno con gli altri) come pure dai più moderati sostenitori del PRD. Bosch raccoglieva molti sostenitori anche nei ranghi bassi del corpo ufficiali delle forze armate dominicane: molti di essi, di idee liberali, avversavano il colpo di stato del settembre 1963 che aveva portato alla deposizione di Bosch; altri, più pragmaticamente, vedevano nel ripristino del vecchio governo un modo per allontanare dalle forze armate i generali conservatori e dare così una scossa alle loro stagnanti carriere militari.
Reid era avversato anche negli ambienti conservatori, e in particolare tra gli alti ranghi delle forze armate: l'opera anticorruzione del presidente non era ben gradita da generali per la gran parte rimasti legati ai metodi dell'epoca di Trujillo. Per quanto anch'essi, come i sostenitori di Bosch, cospirassero per rovesciare il "triumvirato", vi era incertezza sul cosa fare dopo: vari generali favorivano l'istituzione alla guida del paese di una giunta militare, ma diversi altri vedevano di buon occhio il ritorno alla presidenza di Joaquín Balaguer, l'ultimo capo di Stato dell'era di Trujillo.
Con buona parte delle forze armate e praticamente ogni gruppo politico o d'interesse della nazione intento a complottare ai suoi danni, Reid poteva contare solo su due importanti sostegni. Il primo era rappresentato dall'appoggio al suo governo dato dagli Stati Uniti, appoggio incarnato dalla figura dell'ambasciatore statunitense a Santo Domingo William Tapley Bennett Jr., amico personale dello stesso Reid, e concretizzato nei numerosi aiuti economici e militari che Washington forniva allo Stato caraibico; tutto ciò aveva però un grave rovescio della medaglia, visto che faceva apparire Reid agli occhi degli ambienti nazionalisti dominicani come una marionetta asservita ai voleri statunitensi, con Bennett come suo manovratore.
L'altro puntello del governo era rappresentato dal generale Wessin e dal suo CEFA. Creato all'epoca di Trujillo come forza di "pretoriani" contro possibili colpi di stato del resto delle forze armate, il corpo annoverava circa 2 000 uomini dotati del miglior addestramento, controllava l'intera forza di veicoli corazzati dell'esercito dominicano nonché gran parte del parco di artiglieria pesante dell'esercito; inoltre, il corpo era acquartierato a pochi chilometri a est di Santo Domingo nella base aerea di San Isidoro, dove aveva sede la maggior parte della forza da combattimento dell'aeronautica militare dominicana. Anticomunista arrabbiato, Wessin si considerava come l'unico garante dell'ordine e della sicurezza dello Stato, comportandosi come il vero potere dietro la facciata del triumvirato. Oltre a comprare il suo appoggio tramite la concessione di favoritismi vari ai suoi uomini (mossa che, di conseguenza, faceva aumentare il malcontento nel resto delle forze armate), Reid era convinto di poter fare genuino affidamento su Wessin: il generale era stato l'autore dei colpi di stato che avevano deposto tanto il conservatore Balaguer quanto il progressista Bosch e si poteva ritenere che avrebbe avversato il ritorno al potere di questi due soggetti, gli unici dotati di abbastanza seguito popolare da poter sperare di prendere il posto di Reid con le elezioni o con un golpe.
L'avvicinarsi delle elezioni del settembre 1965 affrettava le cose. Gli Stati Uniti speravano che Reid potesse ottenere alla tornata elettorale una vittoria che ne avrebbe legittimato il governo, ma i presupposti erano foschi: un sondaggio condotto dalla CIA nell'aprile 1965 attribuiva a Reid un misero 5% dei voti, mentre Balaguer era dato al 50% e Bosch a oltre il 25%. Reid, spalleggiato in questo dall'ambasciatore Bennett, iniziò ad avanzare proposte per far rimandare la data del voto, o in alternativa per trovare un modo per escludere i suoi più forti avversari dalla consultazione. Mentre Washington prendeva tempo per decidere il da farsi, le mosse di Reid allarmarono ancora di più i gruppi d'opposizione: con la prospettiva di libere elezioni non più così certa e in assenza di chiare assicurazioni da parte degli Stati Uniti, i gruppi d'opposizione guardarono sempre di più alla possibilità di un rovesciamento del triumvirato con la forza.

## La guerra civile dominicana

### Lo scoppio della guerra

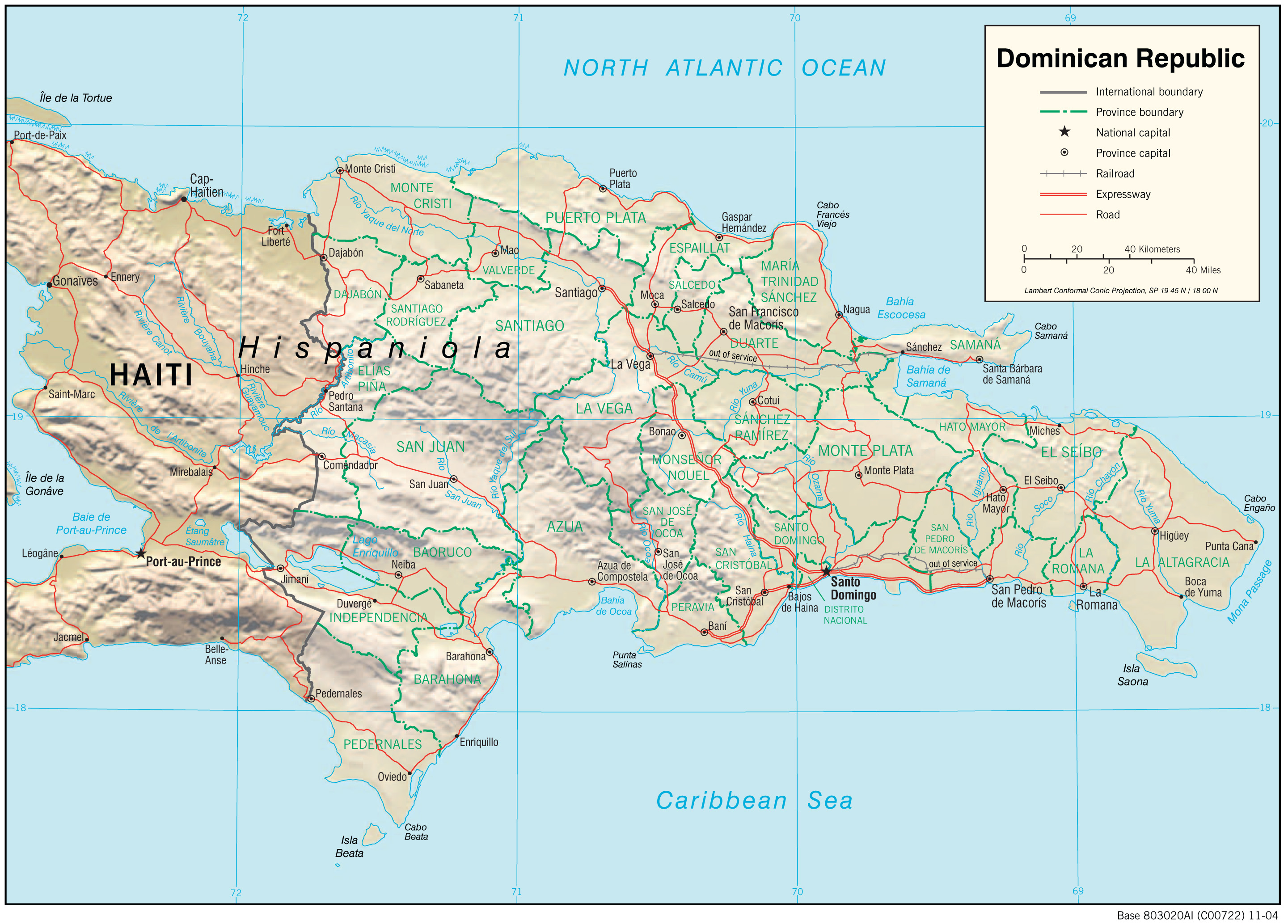
Carta della Repubblica Dominicana

I gruppi pro-Bosch avevano fissato al 1º giugno 1965, primo giorno della campagna elettorale in vista dell'imminente elezione, la data limite oltre la quale, in assenza di concrete garanzie da parte degli statunitensi circa lo svolgimento delle consultazioni, sarebbe stato tentato il rovesciamento del governo con la forza; fu una mossa dello stesso Reid a precipitare la situazione. Il 22 aprile il presidente firmò l'ordine di congedo forzato per sette ufficiali inferiori delle forze armate, sospettati di far parte di un complotto pro-Bosch; i gruppi d'opposizione erano stati abili a tenere nascosta la portata dei loro piani, ma con la prospettiva di essere neutralizzati prima ancora di poter entrare in azione decisero di affrettare i piani: la data per il golpe fu anticipata al 26 aprile, stabilendo che ogni altra azione del governo contro gli ufficiali ritenuti infedeli avrebbe fatto automaticamente partire l'azione.
Gli statunitensi furono colti con la guardia notevolmente abbassata, un chiaro sintomo dell'abilità dei gruppi d'opposizione nel tenere segrete le loro intenzioni e dell'incapacità della sede diplomatica di Santo Domingo nel farsi un quadro chiaro della situazione. Convinto che un eventuale golpe sarebbe stato tentato solo alla vigilia delle elezioni e non prima, il 23 aprile Bennett lasciò Santo Domingo per rientrare negli Stati Uniti, andando a visitare la famiglia e poi recandosi a Washington per consultazioni; la direzione della sede diplomatica fu presa dal suo vice William Connett Jr., arrivato nel paese da meno di sei mesi. Quello stesso giorno, undici dei tredici ufficiali che componevano la missione di consiglieri militari statunitensi presso le forze armate dominicane lasciarono il paese per dirigersi a una conferenza di routine a Panama; anche il direttore della missione di aiuti e il responsabile della sicurezza erano rientrati a Washington, mentre l'addetto navale si era recato nelle regioni dell'interno per una battuta di caccia.
Il 24 aprile il capo di stato maggiore dell'Esercito dominicano, generale Marcos A. Rivera Cuesta, riferì a Reid circa la scoperta di un secondo gruppo di ufficiali (tre o quattro tenenti colonnello dell'esercito) sospettati di essere parte del complotto pro-Bosch; Reid diede subito ordine perché anch'essi venissero congedati. Rivera Cuesta si diresse, senza scorta, alla caserma "16 Agosto" per revocare l'incarico agli ufficiali in questione; per tutta risposta, questi ultimi arrestarono il generale e diedero il via al colpo di stato. L'avvio dell'insurrezione fu alquanto caotico, con gli oppositori, sparsi ovunque per Santo Domingo, che cercavano di mobilitarsi tramite le normali linee telefoniche; Jose Francisco Pefia Gomez, un leader civile dell'opposizione, si trovava per caso a rilasciare un discorso a una radio locale, e appena informato della sollevazione dei militari lanciò l'appello all'insurrezione dei sostenitori di Bosch, ribattezzatisi "Costituzionalisti" in quanto il loro scopo era di ripristinare la Costituzione del 1963. I costituzionalisti guadagnarono rapidamente alla loro causa il battaglione di fanteria e l'unità di artiglieria acquartierate alla caserma "16 Agosto" come pure un secondo battaglione di fanteria di base alla caserma "27 Febbraio", entrambe poste nella zona nord-ovest di Santo Domingo, per un totale di circa 1 500 soldati; il battaglione di fanteria di base a San Cristóbal, a ovest della capitale, diede il suo appoggio all'insurrezione come pure l'unità d'élite dei sommozzatori della Marina, mentre la maggior parte dell'Aeronautica rimase passiva e in attesa degli eventi. I sostenitori del PRD e dei movimenti comunisti scesero in massa nelle strade, senza che la polizia facesse nulla per contrastarli; i golpisti avevano già messo le mani su circa 20 000 armi da fuoco trovate nelle armerie delle caserme già capitolate, che iniziarono a distribuire ai gruppi civili.
Reid non aveva nessuna intenzione di farsi da parte. Il distaccamento del CEFA assegnato come guardia al Palazzo presidenziale fu inviato a ricatturare la sede della radio nazionale, appena caduta nelle mani dei ribelli, dove diversi dei cospiratori furono subito presi prigionieri; questo consentì allo stesso Reid di andare in onda in radio e televisione con un appello alla nazione. Reid ordinò la mobilitazione generale delle forze armate dominicane, ammontanti all'epoca a un totale di 17 610 effettivi in servizio regolare (10 530 nell'Esercito, 3 370 nella Marina e 3 710 nell'Aeronautica), ma i comandanti rimasero passivi: benché fosse stato appena nominato nuovo comandante in capo delle forze armate, Wessin trattenne le unità del CEFA nella base di San Isidoro, anche perché l'atteggiamento dei reparti dell'Aeronautica non era ancora chiaro né vi erano certezze su quante fossero le forze a disposizione degli insorti; il capo di stato maggiore della Marina, commodoro Francisco Rivera Carninero, e dell'Aeronautica, generale di brigata Jesus de los Santos Cespedes, rimasero parimenti alla finestra in attesa degli eventi.

### I combattimenti a Santo Domingo

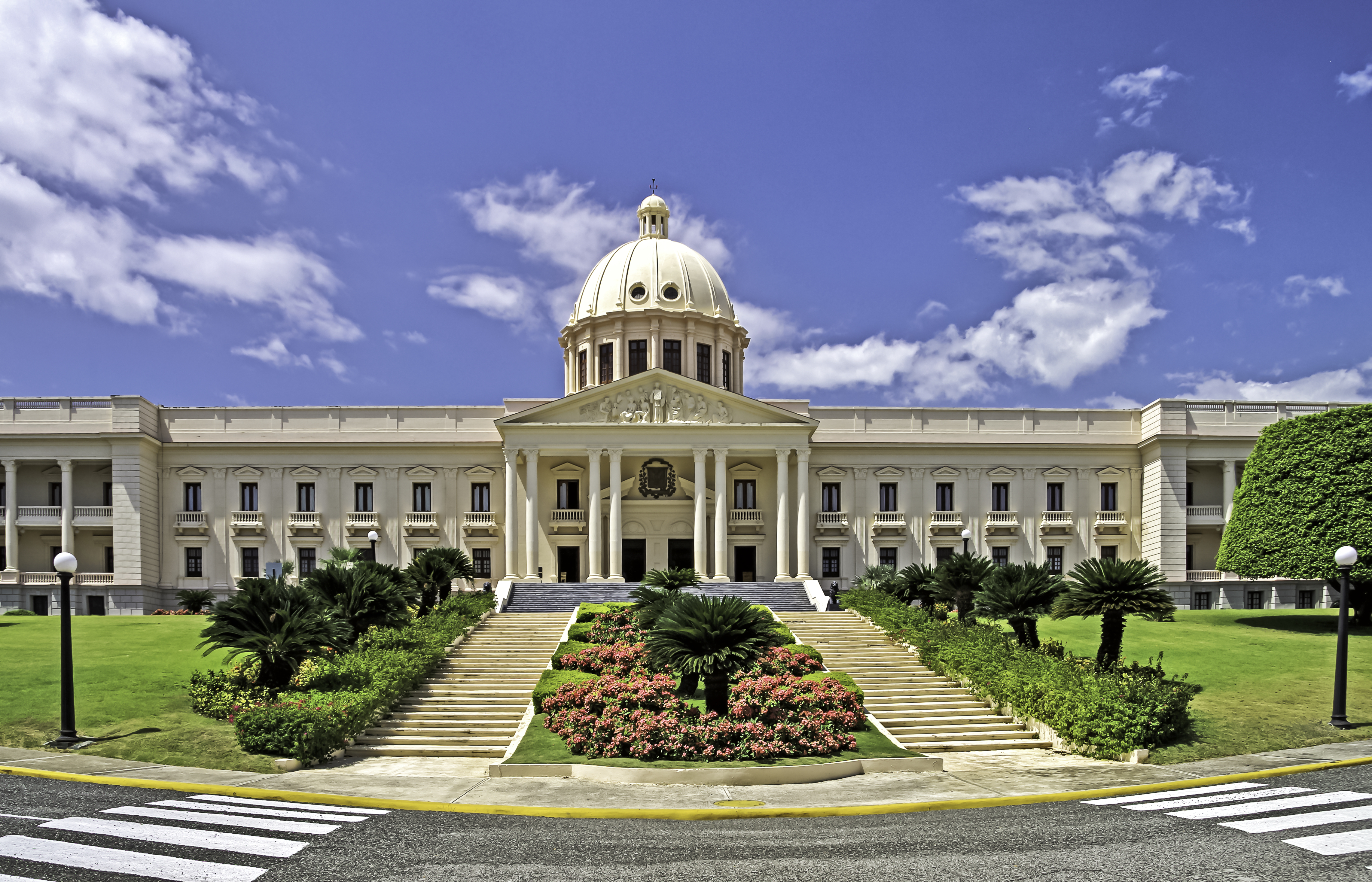
Veduta odierna del Palazzo presidenziale (Palazzo Nazionale) di Santo Domingo, teatro di duri scontri durante la guerra civile

All'ambasciata statunitense le informazioni su chi avesse messo in piedi il golpe in corso erano poche, ma un cablogramma inviato da Connett la sera del 24 aprile riferì che tra i dimostranti erano stati segnalati alcuni noti leader sindacali e "teste calde" dell'ala sinistra del PRD; con un'azione che sarebbe poi risultata decisiva per le successive mosse del governo di Washington, Connett mise in allarme sul fatto che i movimenti comunisti locali fossero coinvolti nell'insurrezione. Il sottosegretario di stato George Ball riferì del golpe al presidente Johnson, in quel momento a Camp David; quest'ultimo chiese solo di essere mantenuto informato sulla situazione, e tornò a dedicarsi alle notizie che arrivavano dal Vietnam.
La mattina del 25 aprile Santo Domingo era nel caos. Secondo fonti d'intelligence statunitensi, circa i due terzi delle unità militari acquartierate nei dintorni della capitale si erano schierati con i ribelli o stavano passando loro le armi; gruppi armati di costituzionalisti avevano iniziato a fare il loro ingresso nel centro città, rioccupando la sede della radio nazionale e altre località chiave e muovendo verso il vasto arsenale militare ospitato nei locali della Fortaleza Ozama, situata nella parte sud della città vecchia. La polizia era collassata: ansioso di non ritrovarsi dalla parte dei perdenti, il suo comandante, generale Hernan Despradel Brache, si era affrettato a proclamare la "neutralità" e l'"apoliticità" del corpo di polizia, mentre gli agenti avevano abbandonato in massa i loro posti e le uniformi dopo notizie circa esecuzioni sommarie portate avanti da gruppi di giovani ribelli fuori controllo, ribattezzati Los Tigres. Bande armate di attivisti comunisti diedero alle fiamme le sedi dei partiti di destra e del giornale anticomunista Prensa Libre, i gruppi di civili armati alzarono barricate lungo le strade più importanti, e i reparti militari ribelli mossero sullo strategico ponte Duarte lungo il corso del fiume Ozama, che divideva in due la città.
Intorno alle 10:30, truppe costituzionaliste comandate dal tenente colonnello Francisco Caamaño assaltarono il Palazzo presidenziale e fecero prigioniero lo stesso presidente Reid. Con il centro del potere politico dominicano nelle loro mani, i ribelli decisero di darsi un più organizzato sistema di governo e, via radio dal suo esilio a Porto Rico, Bosch diede la sua benedizione alla formazione di un governo provvisorio che amministrasse lo Stato in vista di un suo prossimo rientro in patria: José Rafael Molina Ureña, un noto esponente del PRD, prestò quindi formale giuramento e assunse la carica di presidente provvisorio della Repubblica Dominicana. La mossa ebbe pesanti conseguenze: se praticamente nessuno a Santo Domingo era disposto a difendere Reid, un governo guidato dal PRD o, peggio, un rientro di Bosch dall'esilio erano invece avversati dagli ambienti conservatori, e la nomina di Molina Ureña ricompattò il fronte degli alti gradi delle forze armate. Sotto la direzione di Wessin, intorno alle 15:00 i capi delle forze armate avevano stretto un accordo per formare una giunta militare che ristabilisse l'ordine a Santo Domingo; i generali ribattezzarono le loro forze "lealisti", per quanto più che la lealtà al deposto presidente Reid ciò che li univa era l'avversione al ritorno dell'ex presidente Bosch.
Con Wessin che agiva nelle vesti di capo di stato de facto dalla sua base di San Isidoro, i lealisti lanciarono il contrattacco: intorno alle 16:00 quattro caccia North American P-51 Mustang attaccarono con razzi e mitragliatrici le postazioni costituzionaliste al Palazzo presidenziale, al ponte Duarte e alle caserme catturate, perdendo un velivolo a causa del fuoco da terra; anche la Marina diede simbolicamente il suo appoggio alla repressione inviando la fregata Mella su per il fiume Ozama per bombardare brevemente il Palazzo presidenziale. Più che intimidire i ribelli, questi attacchi non fecero che zittire i più moderati nei ranghi dei costituzionalisti e incitare gli esponenti più radicali, trasformando quello che era iniziato come un colpo di stato in una guerra civile: gruppi di ribelli presero in ostaggio le famiglie dei piloti dell'aeronautica che risiedevano a Santo Domingo minacciando di usarle come scudi umani contro altri bombardamenti, e l'ex presidente Reid sfuggì di poco a un linciaggio. Liberato per iniziativa di Caamaño, Reid cercò di rifugiarsi all'ambasciata statunitense, ma la sua richiesta di asilo fu rifiutata dal Dipartimento di Stato per paura che ciò portasse ad azioni contro l'ambasciata stessa e a un più grave coinvolgimento degli Stati Uniti nella questione; alla fine, l'ex presidente trovò riparo a casa di un amico dove rimase nascosto per la durata della crisi.

### Verso l'intervento
All'ambasciata, Connett aveva avuto diversi contatti telefonici con il segretario di Stato Dean Rusk: entrambi convennero che un ritorno di Bosch non era affatto desiderabile, più che altro per via del ruolo crescente che gli estremisti di sinistra sembravano avere nella compagine che lo sosteneva, e che un intervento di una giunta militare per riportare l'ordine era quantomai atteso; Connett, tuttavia, informò i suoi superiori che i militari dominicani apparivano indecisi, e che le forze costituzionaliste sembravano ormai in pieno possesso della capitale. Un'unità di crisi con personale diplomatico, militare e della CIA sotto la direzione del sottosegretario Thomas C. Mann fu subito stabilita al Dipartimento di Stato per seguire costantemente l'evolversi degli eventi, esaminare le informazioni raccolte e prendere le decisioni che non richiedevano l'approvazione presidenziale; anche il National Military Command Center al Pentagono e il quartier generale della CIA si attivarono per seguire il corso degli eventi. Il Joint Chiefs of Staff iniziò a stendere piani di contingenza per l'evacuazione dei cittadini statunitensi residenti a Santo Domingo, e un gruppo di unità navali salpò da Porto Rico alla volta dell'isola. Johnson, nel frattempo, era rientrato a Washington e stava dedicando maggiore attenzione alla crisi: i rapporti circa il crescente ruolo degli estremisti di sinistra nella sollevazione in atto, unite a voci circa l'arrivo di guerriglieri dominicani addestrati a Cuba sotto la direzione dei castristi, spinsero il presidente a credere che la Repubblica Dominicana fosse prossima a cadere sotto un regime di stampo comunista; una risposta poco risulta alla crisi, secondo il presidente, avrebbe danneggiato la credibilità degli Stati Uniti, cosa inaccettabile con l'intervento in Vietnam in pieno svolgimento.
Il 26 aprile aerei lealisti tornarono a colpire le posizioni costituzionaliste a Santo Domingo; Wessin chiamò l'ambasciata e chiese formalmente l'aiuto delle truppe statunitensi per reprimere la sollevazione, ma la sua richiesta venne respinta. Anche due ufficiali costituzionalisti approcciarono la delegazione diplomatica chiedendo che gli statunitensi facessero da mediatori per giungere a una tregua con i lealisti; secondo uno schema che sarebbe divenuto frequente nei giorni seguenti, gli statunitensi tentarono varie volte di mediare un cessate il fuoco solo per vedere i loro sforzi fallire e i combattimenti riprendere non appena una delle due parti riteneva di avere acquisito un vantaggio militare sull'altra. Visto che gli statunitensi prediligevano l'instaurazione nel paese di una giunta militare per riportare l'ordine in vista di nuove elezioni, soluzione ovviamente avversata dai costituzionalisti, il personale dell'ambasciata fu molto più incline ad attribuire il fallimento dei cessate il fuoco ai ribelli piuttosto che ai lealisti. Alle 12:30 Johnson incontrò i suoi collaboratori e l'ambasciatore Bennett per discutere degli ultimi sviluppi: oltre a dare il suo assenso all'evacuazione dei cittadini stranieri da Santo Domingo, Johnson espresse forte preoccupazione per l'apparente svolta in senso comunista che la sollevazione stava prendendo; i continui rapporti di Connett dall'ambasciata circa presunte atrocità commesse dai ribelli (in parte effettivamente verificatesi, in parte frutto di esagerazioni) contribuirono a questa impostazione della dirigenza statunitense.

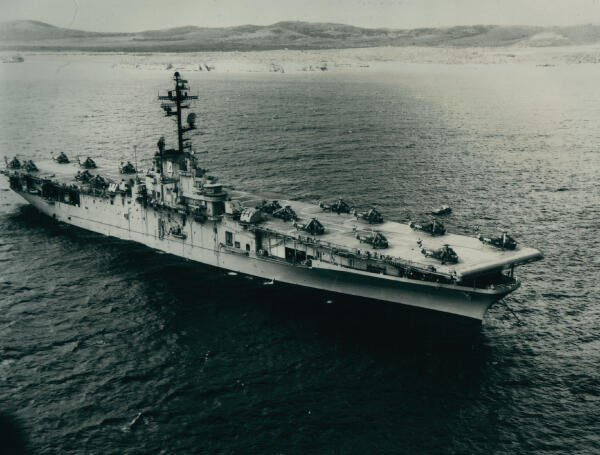
La USS Boxer, unità capofila della squadra navale statunitense impegnata nell'operazione Power Pack; sul ponte di volo si riconoscono numerosi elicotteri Sikorsky S-58 dei marines

Nel frattempo, il gruppo navale statunitense (Task Group 44.9 o TG 44.9) del commodoro James A. Dare era arrivato in vista di Santo Domingo: composto da sei navi guidate dalla portaerei USS Boxer, il gruppo imbarcava anche 1 700 marines del 3º Battaglione, 6th Marine Regiment del colonnello George W. Daughtry, con elicotteri, mezzi anfibi e corazzati d'appoggio. Connett era riuscito a mediare con le parti in causa l'evacuazione dei cittadini stranieri residenti a Santo Domingo (tra cui circa 3 500 cittadini statunitensi), che furono ammassati all'Hotel Embajador nei sobborghi occidentali di Santo Domingo da dove sarebbero stati prelevati via elicottero o tramite mezzi navali dal vicino porto di Haina. Nonostante gravi problemi di comunicazione tra la TG 44.9 e l'ambasciata, l'evacuazione iniziò a mezzogiorno del 27 aprile e i primi 1 000 civili stranieri furono portati al porto di Haina in un convoglio di autobus scortati dalla polizia locale; un contingente di marines disarmati aveva nel frattempo preso terra ad Hania per dirigere le operazioni di evacuazione, ritirandosi quando queste furono concluse alle 16:40. In questa fase, l'unico incidente si verificò poco prima che l'evacuazione avesse inizio: un gruppo di giovani ribelli armati fece irruzione all'Embajador dando la caccia a un noto giornalista locale anticomunista, e non trovandolo sfogò la rabbia sparando in aria e minacciando di morte gli statunitensi lì ammassati; benché senza conseguenze, l'episodio sembrò suggerire alla dirigenza di Washington che i costituzionalisti avessero ormai perso il controllo dei propri uomini e incrementò ancora di più l'idea che truppe da combattimento statunitensi dovessero essere dispiegate a Santo Domingo per proteggere l'evacuazione dei civili.
Mentre l'evacuazione aveva inizio, quello stesso 27 aprile avevano avuto luogo combattimenti piuttosto pesanti: 500 soldati del CEFA provenienti da San Isidoro diedero l'assalto al ponte Duarte con l'appoggio di carri armati e autoblindo, conquistandolo al termine di un sanguinoso scontro e stabilendo una testa di ponte sulla sponda occidentale dell'Ozama; nel frattempo il battaglione dislocato a San Cristóbal, sotto il comando del generale Montas Guerrero, cambiò schieramento e passò dalla parte dei lealisti, sferrando un attacco non molto coordinato ai sobborghi occidentali di Santo Domingo. Navi lealiste tornarono a cannoneggiare il Palazzo presidenziale, anche se senza troppo successo. Dal canto loro, i costituzionalisti sferrarono un attacco alla Fortaleza Ozama, dove era situato il quartier generale della polizia nazionale: la postazione cadde in mano ai ribelli, che si impossessarono di un vasto quantitativo di armi e liberarono 700 detenuti dalle prigioni; con questo successo, l'intera Città coloniale era ora in mano ai costituzionalisti.

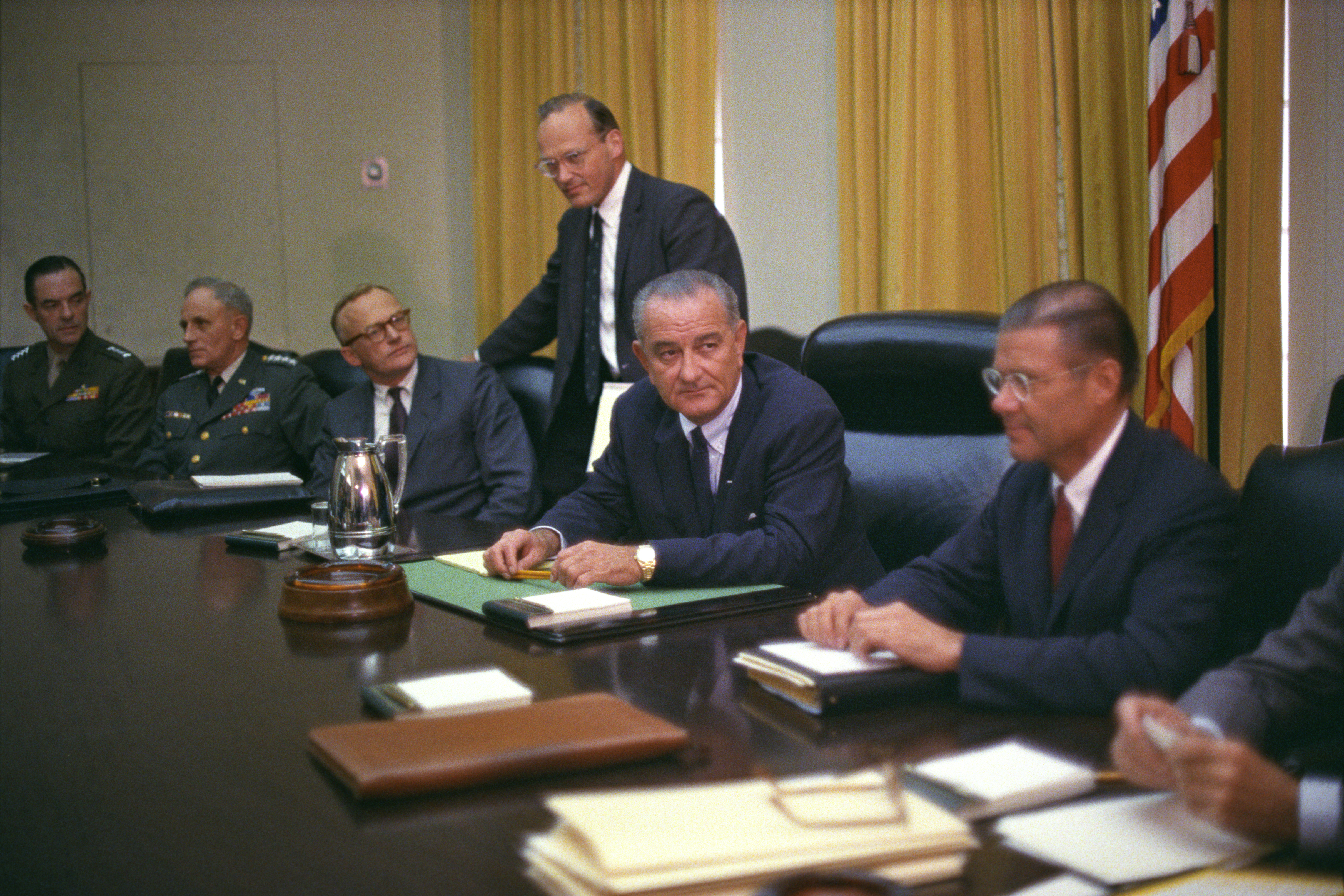
Il presidente Johnson (al centro della foto) a colloquio con i suoi consiglieri nel luglio 1965

L'ambasciatore Bennett rientrò a Santo Domingo la mattina del 27 aprile, e nel pomeriggio ebbe un importante incontro all'ambasciata con il presidente provvisorio Molina Ureña; il colloquio tra i due fu molto duro: alle richieste dei costituzionalisti di farsi mediatore tra le parti e di intercedere per la cessazione degli attacchi aerei dei lealisti sulla città, l'ambasciatore oppose un secco rifiuto adducendo istruzioni in tal senso ricevute da Washington, e si spinse invece ad addossare al PRD la responsabilità di aver dato il via alla guerra e ad accusare il movimento di essere caduto sotto l'influenza dei gruppi comunisti più estremisti, cui addebitò una serie di vere o presunte atrocità. L'incontro fu successivamente oggetto di controversie: la delegazione costituzionalista se ne andò dall'ambasciata profondamente offesa e Bennett fu accusato di aver deliberatamente silurato il tentativo di concludere il conflitto con una soluzione di compresso tra le parti; con l'offensiva lealista in pieno e apparentemente vittorioso svolgimento, tuttavia, sia Bennett che il presidente Johnson e il segretario di Stato Rusk ritenevano imminente una conclusione del conflitto con l'auspicata sconfitta dei movimenti estremisti di sinistra, cosa che rendeva inutile una trattativa. È discutibile poi se i generali lealisti, apparentemente all'apice del successo, avrebbero mai accettato una soluzione di compromesso eventualmente proposta dagli statunitensi.
Demoralizzato dall'incontro con Bennett, la sera del 27 aprile Molina Ureña rassegnò le dimissioni imitato ben presto da altri esponenti moderati del PRD; l'ex presidente provvisorio chiese e ottenne poi asilo presso l'ambasciata della Colombia. Il colonnello Caamaño assunse formalmente la guida dello schieramento costituzionalista, ma le dimissioni di Molina Ureña sembrarono agli statunitensi più che una conferma del fatto che gli estremisti di sinistra avessero ormai preso il controllo dell'insurrezione. Un altro episodio fu preso da Washington con una conferma di questo stato di fatto: nella notte tra il 27 e il 28 aprile un gruppo di civili armati espugnò la stazione di polizia di Villa Consuelo, giustiziò sommariamente i poliziotti ivi dislocati e sparò su quanti cercavano di scappare, facendo sospettare uno scarso controllo effettivo dello stesso Caamaño sulle proprie truppe. I combattimenti del 28 aprile non si rivelarono così favorevoli ai lealisti: le unità di Wessin a est rimasero arroccate nei dintorni del ponte Duarte, mentre a ovest le truppe di Guerrero, che pure si erano aperte la strada fino al palazzo presidenziale, finirono con lo sparpagliarsi in piccoli gruppi nel centro città, dove rimasero bloccate; i due gruppi di lealisti difettavano di apparati di comunicazioni e sembravano agire senza alcuna coordinazione. Le divisioni politiche affliggevano anche il campo dei lealisti, con Guerreo, un sostenitore dell'ex presidente Balaguer, che non si fidava pienamente delle intenzioni di Wessin; alla fine, i capi delle forze armate dominicane si accordarono per la formazione di una giunta di governo presieduta dal colonnello dell'aeronautica Pedro Bartolome Benoit.

## Power Pack

### L'arrivo delle truppe statunitensi
Agli occhi di Bennett, la situazione nel centro di Santo Domingo appariva completamente fuori controllo, con bande di civili che saccheggiavano e incendiavano i negozi di chi consideravano un sostenitore di Trujillo o un oppositore di Bosch; anche gli episodi di cecchinaggio contro la stessa ambasciata statunitense stavano aumentando. Dopo aver ricevuto due richieste di intervento dal capo della polizia di Santo Domingo e dall'appena insediato colonnello Benoit, nel pomeriggio del 28 aprile Bennett inviò un duro rapporto a Rusk raccomandando espressamente l'invio di truppe da combattimento statunitensi in città per completare in sicurezza l'evacuazione dei cittadini stranieri, ristabilire l'ordine nelle strade e «prevenire un'altra Cuba». Gli appelli di Bennett furono girati a Johnson, in seduta con i suoi consiglieri per discutere della crisi, e alle 18:00 del 28 aprile il presidente autorizzò quindi lo sbarco di un contingente di marines a Santo Domingo; come base legale per l'azione fu presa una richiesta di aiuto formulata per iscritto da Benoit alla mezzanotte del 29 aprile e consegnata all'ambasciatore Bennett.

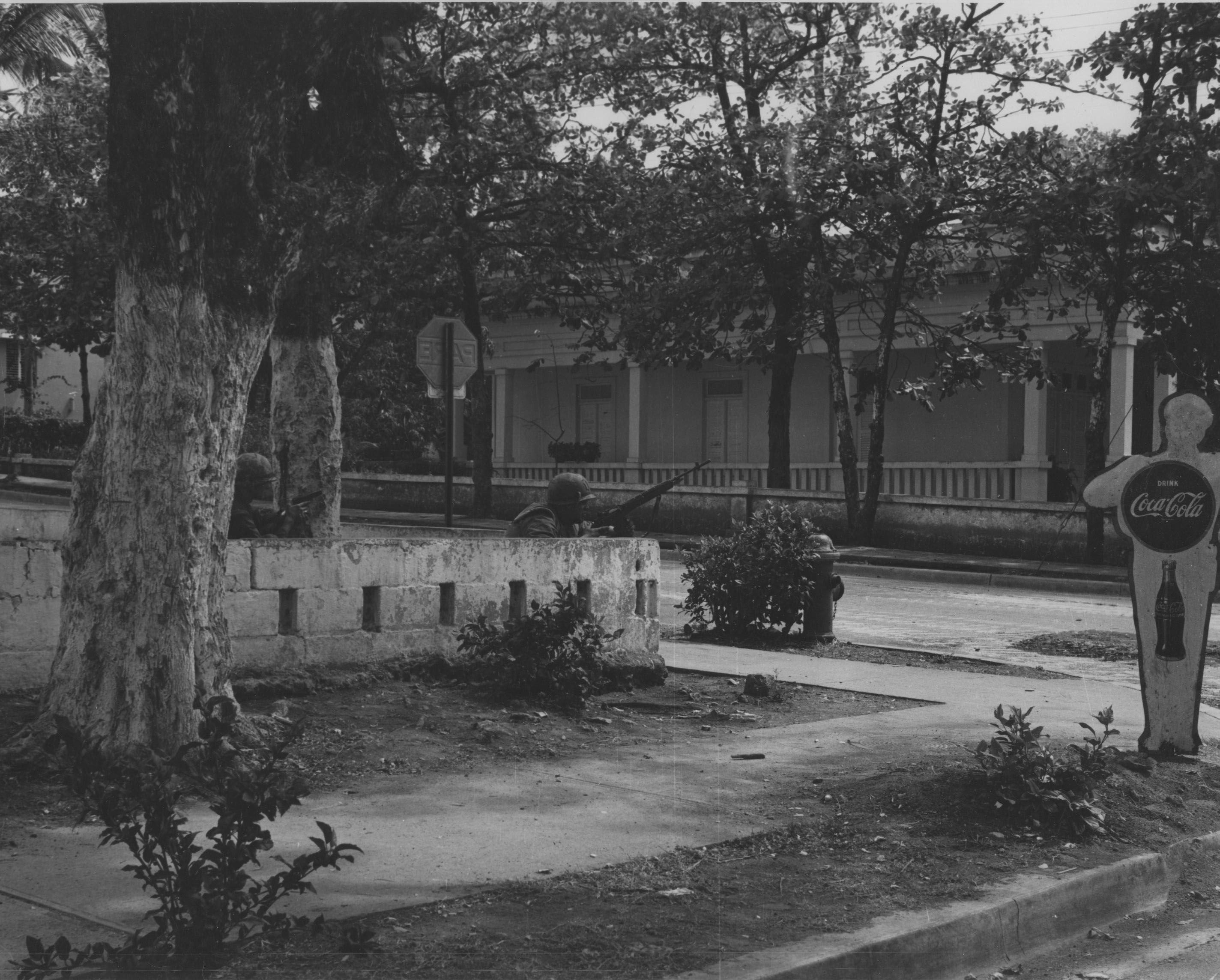
Marines statunitensi si riparano dietro un muretto nelle strade di Santo Domingo

I primi 500 marines provenienti dalle navi del TG 44.9 (due compagnie guidate dallo stesso colonnello Daugherty) presero terra ad Hania la sera del 28 aprile, andando a occupare l'area dell'Hotel Embajador e a rinforzare il presidio dell'ambasciata. Mentre i marines stabilivano una piazzola per l'atterraggio degli elicotteri nel campo di polo dell'Embajador finirono sotto il fuoco di un cecchino che sparava da una casa vicina, il quale uccise un militare statunitense; nel dare l'assalto alla casa, i marines ferirono mortalmente un bambino dominicano di cinque anni all'interno, il quale, benché subito soccorso, morì poco dopo. Quella notte, altri 684 civili stranieri furono evacuati dall'hotel.
Lo sbarco fu annunciato da Johnson all'opinione pubblica statunitense con un discorso alla nazione alle 21:00; per mantenere una pretesa di neutralità tra le parti, e per evitare ogni associazione con la precedente "diplomazia delle cannoniere" tipica degli Stati Uniti nella regione, nel discorso fu accuratamente evitato ogni riferimento al ripristino dell'ordine pubblico a Santo Domingo o al contrasto del pericolo comunista nella Repubblica Dominicana, e l'intera operazione venne presentata come un'azione volta a proteggere le vite di cittadini statunitensi. La cosa fu controproducente: i giornalisti stranieri arrivati sul posto furono ben presto in grado di intercettare comunicazioni radio tra Bennett e Benoit dove l'ambasciatore prometteva forniture di radio, cibo e altri equipaggiamenti ai reparti lealisti, e nel corso di una conferenza stampa il commodoro Dare del TG 44.9 annunciò che i marines sarebbero restati a terra «per sostenere questo governo non-comunista». Queste discrepanze tra le comunicazioni dei vari decisori politici e militari causarono ben presto un "gap di credibilità" tra l'amministrazione Johnson e i media che avrebbe caratterizzato tutto l'intervento statunitense a Santo Domingo.
Nel corso del 29 aprile nuovi rapporti giunsero a Johnson dall'ambasciatore Bennett. Resoconti della Croce Rossa locale riferirono che nei sei giorni di combattimenti fino a lì verificatisi si erano registrati tra i 1 500 e i 2 000 morti tra la popolazione, oltre a diverse migliaia di feriti; pire di cadaveri erano state date alle fiamme o gettate in mare per prevenire lo scoppio di epidemie. Inoltre, in un colloquio telefonico con Rusk l'ambasciatore riferì di voci interne al PRD, riferitegli dal nunzio apostolico a Santo Domingo, che esprimevano preoccupazione circa la perdita di controllo sui gruppi armati ribelli; Bennett si disse certo che una vittoria dei costituzionalisti avrebbe portato in breve tempo a un governo apertamente comunista nella Repubblica Dominicana. In un simile scenario, pochi erano pronti a scommettere che i 500 marines sbarcati dal TG 44.9 potessero dare più che un modesto aiuto morale ai reparti lealisti, e Bennett chiese un intervento di maggiore portata. Come misura di contingenza, fin dal 26 aprile il Joint Chiefs of Staff aveva messo in stato di allerta operativa due battaglioni della 3ª Brigata dell'82nd Airborne Division; la divisione rappresentava la riserva strategica dell'United States Army, un'unità scelta sempre pronta ad accorrere a fronteggiare emergenze improvvise ovunque nel mondo. L'United States Atlantic Command, geograficamente responsabile per la regione, aveva pronti vari piani operativi (OPLAN) di contingenza per azioni nella Repubblica Dominicana, diversificati in base all'ampiezza dell'azione che si voleva sviluppare; il piano di maggiore ampiezza (OPLAN 310/2-65), riguardante uno spiegamento di forze su vasta scala, prevedeva l'impiego di sei battaglioni aviotrasportati dell'Esercito e quattro dei Marines. I pianificatori dell'US Army e dell'United States Air Force passarono quindi i giorni tra il 27 e il 29 aprile ad aggiornare i piani e preparare le unità, ostacolati da varie complicazioni causate dalla confusa catena di comando e dai normali incarichi d'addestramento in cui era coinvolta l'82nd Division.

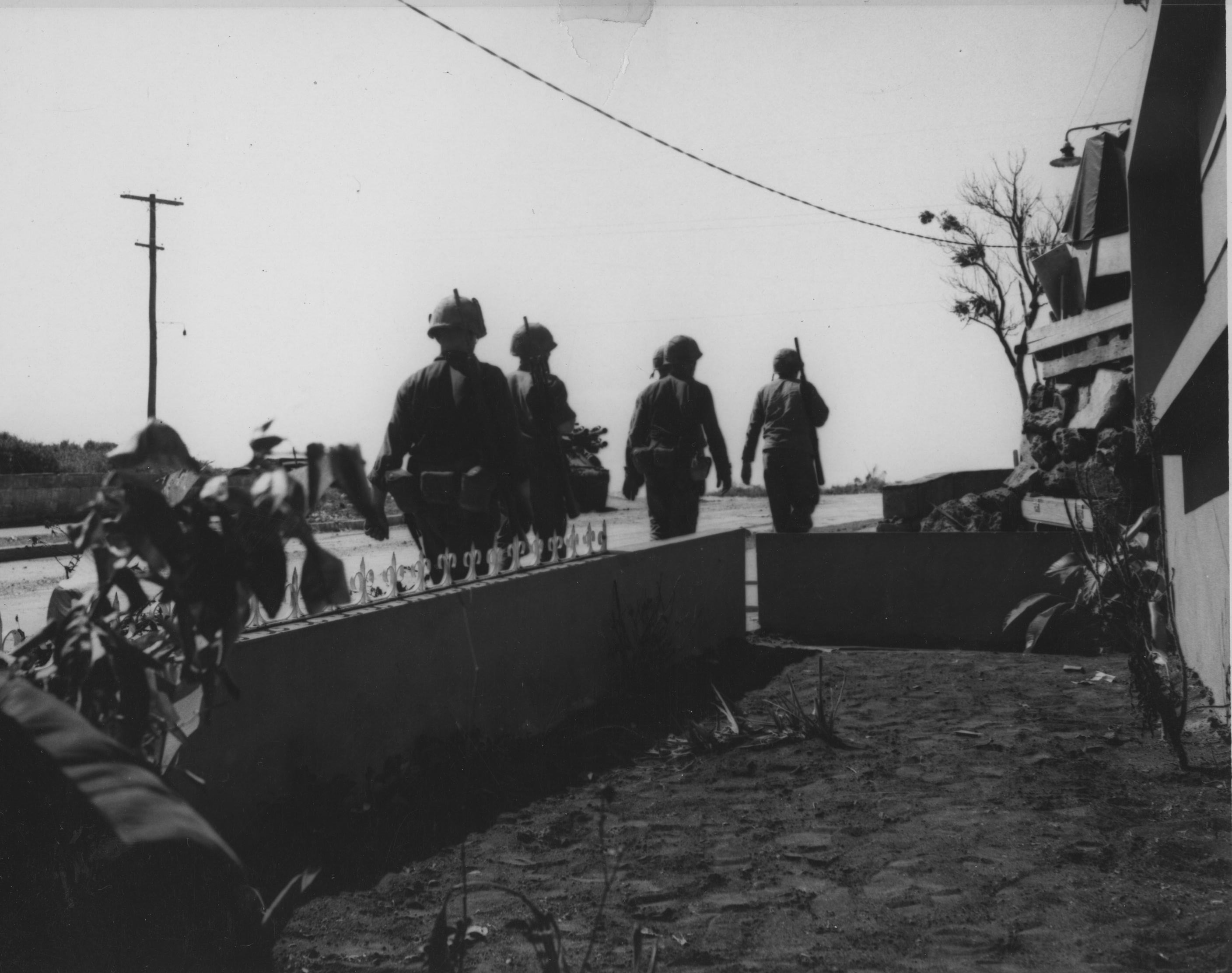
Truppe statunitensi pattugliano le strade di Santo Domingo

Alle 19:30 del 29 aprile, nel corso di un incontro con Rusk, il segretario alla difesa Robert McNamara, il presidente del JCS generale Earle Wheeler e il direttore della CIA viceammiraglio William Raborn, Johnson diede il suo assenso allo sbarco a Santo Domingo del resto dei marines del TG 44.9 (ridesignato poi come Task Force 124 o TF 124, sempre con Dare al comando) e all'invio in città dei due battaglioni in stato d'allerta della 82nd Division; il viceammiraglio Kleber Masterson fu nominato comandante in capo delle forze statunitensi nella Repubblica Dominicana, designate come Joint Task Force (JTF) 122. L'azione, cui fu dato il nome in codice di "operazione Power Pack", si richiamava espressamente all'intervento statunitense nella crisi libanese del 1958: come in quella occasione, un massiccio contingente di truppe da combattimento statunitensi si sarebbe interposto tra le parti in guerra, inibito con la sua presenza le ostilità e quindi posto le basi per un negoziato che ponesse rapidamente fine alla crisi e prevenisse così una presa del potere da parte di elementi radicali ostili agli Stati Uniti. Nel mentre, il consiglio dell'Organizzazione degli Stati Americani (OSA) si riunì su richiesta statunitense per discutere della crisi dominicana.
Poco dopo l'autorizzazione presidenziale, i marines di Daugherty sbarcarono incontrastati ad Hania (operazione Barrel Bottom); nel giro di un'ora, una colonna di mezzi corazzati si diresse all'Hote Embajador, estendendo poi un perimetro di sicurezza fino all'ambasciata statunitense. Nel mentre, i primi elementi dell'82nd Division avevano lasciato la Base aerea di Pope in Carolina del Nord diretti in volo a Porto Rico; il piano era di fare scalo alla Ramey Air Force Base per preparare un lancio di paracadutisti sull'aeroporto di San Isidoro, anche se questo scalo era una mossa più politica che militare: una simile dimostrazione di forze, secondo il dipartimento di Stato, avrebbe potuto portare le parti in conflitto a più miti consigli. Mentre i paracadutisti erano ancora in volo, tuttavia, giunsero notizie preoccupanti circa segni di cedimento da parte delle forze lealiste a Santo Domingo, soggette ad alcuni decisi contrattacchi dei costituzionalisti; dopo essersi sincerato che San Isidoro fosse ancora in mano ai lealisti, il JCS ordinò ai paracadutisti di fare rotta direttamente per l'aeroporto. Diretti da un velivolo EC-135 in funzione di centro di comando aviotrasportato, i 144 aerei da trasporto C-130 Hercules avevano a bordo 1 800 paracadutisti della 3rd Brigade dell'82nd Division, sotto la guida del comandante della divisione generale Robert York (designato come comandante in capo di tutte le unità terrestri statunitensi nella Repubblica Dominicana); con la torre di controllo dello scalo messa in sicurezza da ufficiali dei marines arrivati in elicottero dalla Boxer, i primi C-130 toccarono terra alle 02:15 del 30 aprile e ben presto l'intera forza fu sbarcata senza aver incontrato opposizione.

### La zona di sicurezza

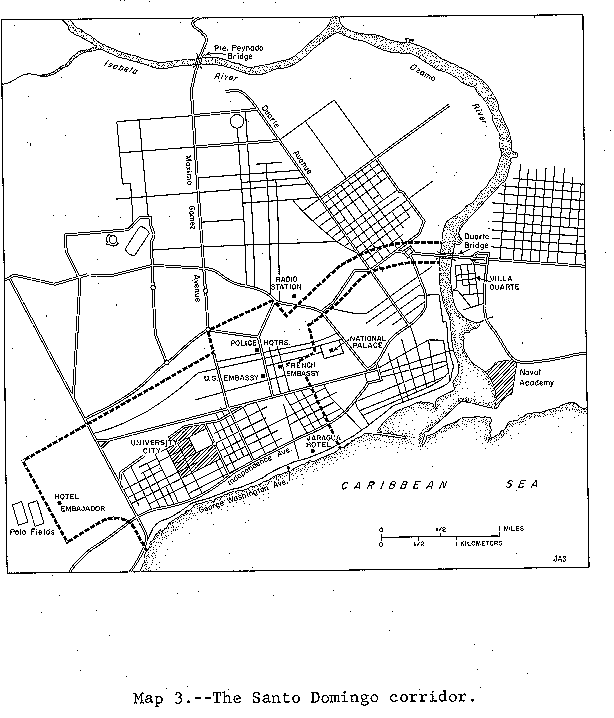
Carta di Santo Domingo durante i giorni di Power Pack. L'area rettangolare tratteggiata è la "Zona di sicurezza internazionale" (International Security Zone o ISZ) istituita dopo lo sbarco dei marines, mentre la striscia che la collega al ponte Duarte sul fiume Ozama è la "linea di comunicazione" (Line of communication o LOC) aperta poi dall'82nd Division ai primi di maggio; l'Hotel Embajador è sulla sinistra della mappa, l'ambasciata statunitense al centro

Mentre i paracadutisti mettevano in sicurezza la base di San Isidoro, York volò in elicottero sulla Boxer per conferire con l'ammiraglio Masterson e il commodoro Dare e decidere il da farsi. La mattina del 30 aprile l'OSA approvò una risoluzione che chiedeva un immediato cessate il fuoco nella Repubblica Dominicana e l'istituzione di una "zona di sicurezza internazionale" (International Security Zone o ISZ) a Santo Domingo, dove i non combattenti avrebbero potuto trovare riparo; il dipartimento di Stato diede quindi mandato alle unità statunitensi di imporre la ISZ «facendo uso delle forze necessarie». Masterson, Dare e York stesero un piano operativo: mentre uno dei battaglioni dell'82nd sarebbe rimasto a San Isidoro a presidiare la base e difendere la sede della giunta lealista, l'altro si sarebbe spinto fino al ponte Duarte per mettere in sicurezza gli approcci orientali alla capitale; nel mentre, i marines avrebbero espanso il loro perimetro fino a comprendere le principali ambasciate straniere di Santo Domingo, e istituito così la ISZ autorizzata dall'OSA. I comandanti statunitensi sul campo avevano poca fiducia nella tenuta dei reparti lealisti, trovati demoralizzati, a corto di rifornimenti e affetti da diserzioni continue, ma li inclusero lo stesso nel piano: con i marines a rappresentare il fianco sinistro e i paracadutisti quello destro, i lealisti avrebbero fatto da elemento di raccordo al centro tra le due forze, creando una linea continua che avrebbe diviso in due la città..
Protetto dall'aria da cacciabombardieri F-4 Phantom decollati da Porto Rico e appoggiato da una troop di mezzi corazzati del 16th Cavalry Regiment, alle prime luci dell'alba del 30 aprile il 1º Battaglione, 508th Infantry Regiment, lasciò San Isidoro alla volta del ponte Duarte, mentre alle sue spalle il 1º Battaglione, 505th Infantry Regiment, rimaneva a presidiare la base. I paracadutisti raggiunsero il ponte nel giro di un'ora, dedicandosi poi in una capillare opera di ricerca casa per casa lungo la sponda orientale dell'Ozama nel complesso residenziale di Villa Duarte a sud del ponte per snidare i cecchini che continuavano a fare fuoco su di loro; messa in sicurezza la riva est, nel primo pomeriggio una compagnia attraversò il ponte e si ricongiunse ad alcuni sparsi reparti lealisti sulla sponda occidentale dell'Ozama: nel corso dell'intera azione, gli statunitensi riportarono cinque feriti a causa del fuoco nemico. Nel mentre, nella parte ovest della città anche i marines erano entrati in azione per espandere il loro perimetro di sicurezza: muovendosi in una zona densamente urbanizzata, gli statunitensi furono impegnati in svariate azioni di cecchinaggio e scontri su piccola scala con gruppi sparsi di ribelli, impiegando anche lanciarazzi per mettere a tacere il fuoco nemico; al prezzo di un morto e otto feriti, a sera i marines avevano messo in sicurezza gran parte dei loro obiettivi, anche se l'ambasciata statunitense continuava a trovarsi in prima linea.
I sospetti sulla tenuta dei lealisti si dimostrarono fondati: non appena le unità statunitensi entrarono in azione, diversi reparti lealisti abbandonarono Santo Domingo ritirandosi in direzione di San Isidoro, facendo rimandare il collegamento tra i paracadutisti dell'82nd e i marines. Il generale York inoltrò quindi la richiesta che gli ulteriori battaglioni previsti dall'OPLAN 310/2-65 fossero al più preso inviati a Santo Domingo; il JCS si disse subito d'accordo, ma i vertici politici erano titubanti su come un incremento delle forze statunitensi sarebbe stato accolto dai membri dell'OSA, e in molti paventavano l'ipotesi che l'operazione si stesse trasformando in una versione statunitense dell'intervento sovietico in Ungheria del 1956. Alla fine Johnson diede il suo assenso all'avvio dello spiegamento dei reparti interessati, autorizzando però per l'immediato solo l'invio di rifornimenti medici e di un ospedale da campo per assistere la popolazione; come previsto dall'OPLAN 310/2-65, il quartier generale dell'XVIII Airborne Corps, guidato dal generale Bruce Palmer Jr., assunse la direzione delle operazioni a Santo Domingo e l'intera 2nd Brigade dell'82nd Division e la 4th Marine Expeditionary Brigade furono messe in stato d'allerta per un loro dispiegamento nella Repubblica Dominicana.
La sera del 30 aprile giunse a Santo Domingo un inviato speciale del presidente Johnson, l'ex ambasciatore John B. Martin; Martin doveva assumere la guida dei negoziati, visto che Bennett non era più percepito dai costituzionalisti come un interlocutore imparziale. Con l'aiuto del nunzio apostolico, Martin riuscì a organizzare rapidamente un incontro a San Isidoro con delegati di entrambe le fazioni e strappò il loro assenso a un accordo di cessate il fuoco, comprensivo di una richiesta all'OSA di inviare una delegazione che arbitrasse la conclusione delle ostilità. L'accordo fu male accolto dai militari statunitensi, in particolare perché confermava il varco di due chilometri e mezzo tra le postazioni dei marines a ovest e i paracadutisti a est e perché la linea di cessate il fuoco fu tracciata senza la loro consulenza, continuando a lasciare esposta al tiro nemico l'ambasciata e le postazioni dei marines che la difendevano; fuoco di cecchini continuò a colpire le postazioni statunitensi per tutta la notte tra il 30 aprile e il 1º maggio, anche se all'alba andò attenuandosi.

### La "linea di comunicazione"

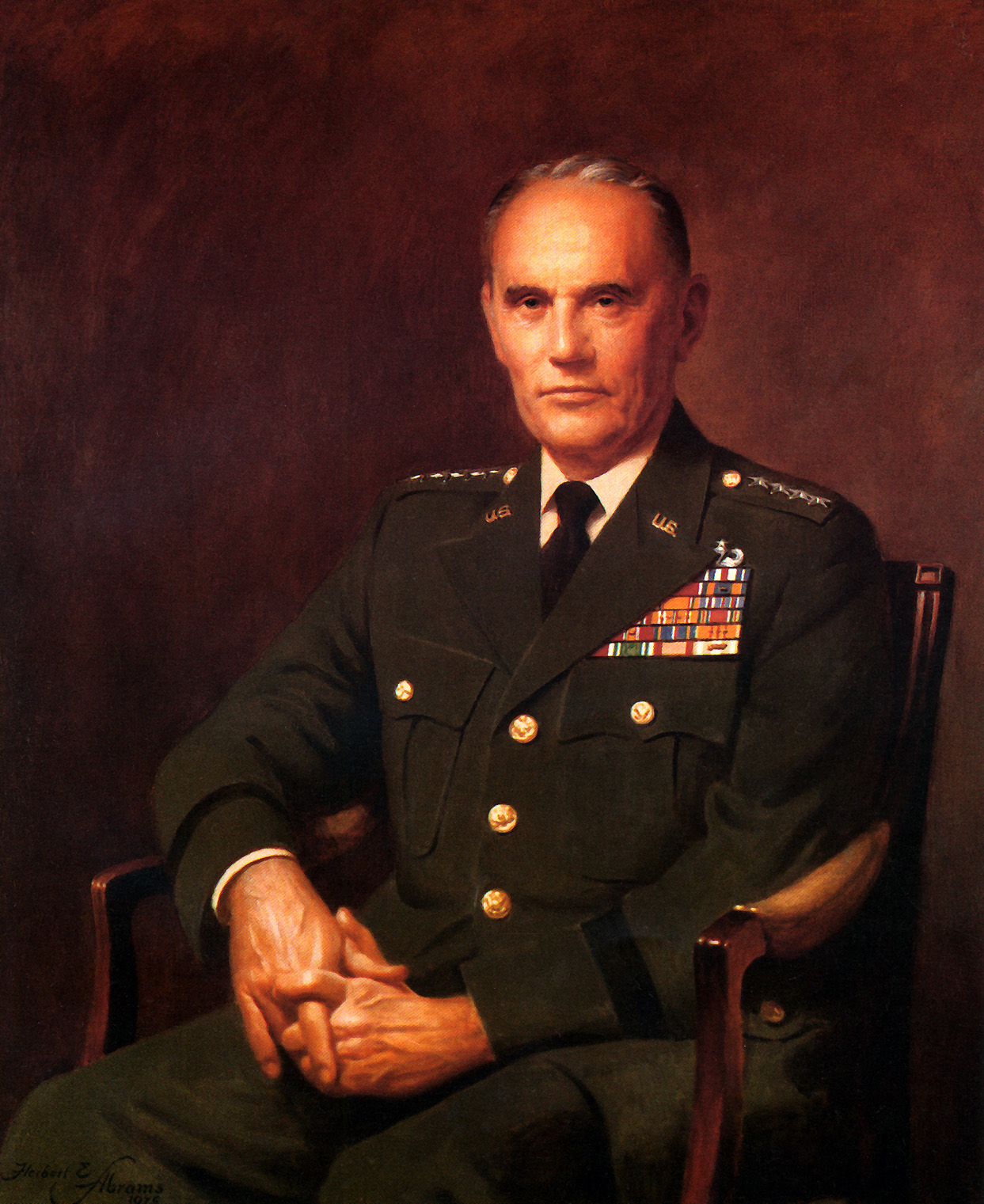
Ritratto ufficiale del generale Bruce Palmer, comandante delle forze statunitensi nella Repubblica Dominicana nei giorni dell'operazione

Il generale Palmer arrivò a San Isidoro al tramonto del 30 aprile, sostituendo York come comandante in capo dei reparti sbarcati. Palmer si disse completamente contrario all'assetto stabilito dall'accordo negoziato da Martin, e autorizzò York a condurre, la mattina del 1º maggio, una "ricognizione in forze" a partire dalla testa di ponte sull'Ozama, ufficialmente per determinare la posizione e consistenza dei reparti costituzionalisti ma soprattutto per provare ad aprire un corridoio per ricongiungere i paracadutisti al ponte Duarte con i marines all'ambasciata; Palmer informò del piano il JCS ma non risulta che abbia fatto altrettanto con le autorità diplomatiche in loco, nemmeno quando, alle 10:00 del 1º maggio, volò in elicottero all'ambasciata per incontrarsi di persona con Bennett. Mentre Martin era a colloquio al quartier generale di Caamaño per definire meglio la linea del cessate il fuoco, alle 10:25 del 1º maggio la "ricognizione in forze" ebbe inizio: due plotoni dell'82nd lasciarono la testa di ponte e si aprirono la strada attraverso Santo Domingo, incontrando una dura resistenza e subendo diverse perdite (due morti e cinque feriti) ma riuscendo infine a stabilire un contatto con il perimetro tenuto dai marines. Subito dopo i due plotoni ricevettero l'ordine di rientrare sulle posizioni di partenza: ufficialmente perché erano troppo poco numerosi per poter tenere le postazioni acquisite, ma alcuni resoconti ritengono che l'ordine di ritirata venne impartito direttamente da Washington dopo le proteste avanzate da Caamaño.
Il successo della ricognizione spinse Palmer a fare forti pressioni perché il varco tra le sue forze venisse chiuso permanentemente. L'impiego dell'82nd a Santo Domingo aveva portato a forti proteste dei governi e delle opinioni pubbliche sudamericane, ma la notizia della stipula del cessate il fuoco del 30 aprile e della richiesta rivolta dai dominicani di un coinvolgimento dell'OSA nella crisi contribuì a rasserenare gli animi all'interno dell'organizzazione, dove iniziò a farsi strada l'idea di spiegare nella Repubblica Dominicana di una propria forza di pace. Per paura di uccidere sul nascere questi positivi sviluppi diplomatici, Johnson ordinò di bloccare ogni ulteriore manovra offensiva a Santo Domingo condotta senza autorizzazioni esplicite dell'OSA, ma autorizzò lo spiegamento degli ulteriori reparti previsti dall'OPLAN 310/2-65: tra il 1º e il 4 maggio, nel corso di un massiccio ponte aereo che coinvolse fondamentalmente tutti gli aerei da trasporto statunitensi non impiegati nel Sud-est asiatico, furono sbarcati a San Isidoro altri quattro battaglioni dell'82nd (il terzo della 3rd Brigade e i tre della 2nd Brigade), il 7th Special Forces Group e svariate unità logistiche e d'appoggio; con l'aggiunta dei marines della 4th MEB arrivati dal mare, il totale delle truppe statunitensi nella Repubblica Dominicana salì a 17 000 uomini.
Nel frattempo, il 2 maggio la commissione di cinque membri dell'OSA per la Repubblica Dominicana era sbarcata a San Isidoro guidata dal segretario dell'organizzazione, l'uruguaiano José Antonio Mora. Bennett si incontrò con la commissione, e avanzò l'idea di stabilire una "linea di comunicazione" (Line of Comunications o LOC) tra San Isidoro e la zona di sicurezza tenuta dai marines intorno alle ambasciate straniere nella zona occidentale di Santo Domingo; i diplomatici dell'OSA avevano le loro riserve sulla mossa, ma furono infine convinti dal fatto che non vi erano altre vie per garantire un loro sicuro passaggio tra l'aeroporto di San Isidoro e il cuore politico della capitale dominicana. Con l'assenso dell'OSA, Johnson poté dare tranquillamente la sua autorizzazione al piano di ricongiungimento delle forze statunitensi, che prese il via alla mezzanotte del 3 maggio: tre battaglioni dell'82nd, muovendosi cautamente dal ponte Duarte lungo una rotta più a nord di quella presa durante la "ricognizione" del 1º maggio in modo da evitare il grosso delle posizioni costituzionaliste, nel giro di poco più di un'ora riuscirono ad aprirsi la strada fino al perimetro dei marines senza subire perdite e affrontando solo una debole resistenza; anche i marines si mossero, estendendo il perimetro della zona di sicurezza. All'alba gli statunitensi avevano consolidato il loro controllo della LOC, aprendo una via di comunicazione sicura per le loro forze e per i convogli di aiuti umanitari.
L'apertura della LOC decise in pratica l'esito della guerra civile dominicana: gli statunitensi avevano di fatto intrappolato l'80% delle forze costituzionaliste nella Città nuova e nella Città coloniale a sud della linea, con alle spalle il mare e senza possibilità di fuggire nell'entroterra; Caamaño era ora obbligato a negoziare o ad affrontare una sicura sconfitta militare. Palmer e York non volevano dare il tempo di riprendersi ai costituzionalisti e stilarono piani per un attacco all'enclave ribelle, ma Johnson decise altrimenti: una soluzione politica della crisi, ora molto più possibile di prima, era da favorire onde non danneggiare oltre misura l'immagine degli Stati Uniti agli occhi delle nazioni latinoamericane. Palmer ricevette ordine di consolidare le posizioni e mantenere alta la guardia, di portare avanti programmi umanitari di sostegno alla popolazione ma di non impegnarsi in ulteriori manovre offensive; con l'arrivo di altre unità di supporto, di polizia militare e dell'intelligence, le forze statunitensi erano salite a 24 000 uomini, con la componente da combattimento rappresentata da uno squadrone di cavalleria corazzata, nove battaglioni dell'82nd e tre dei marines (un'ulteriore battaglione di marines era a bordo delle navi al largo).

### L'operazione Limpieza

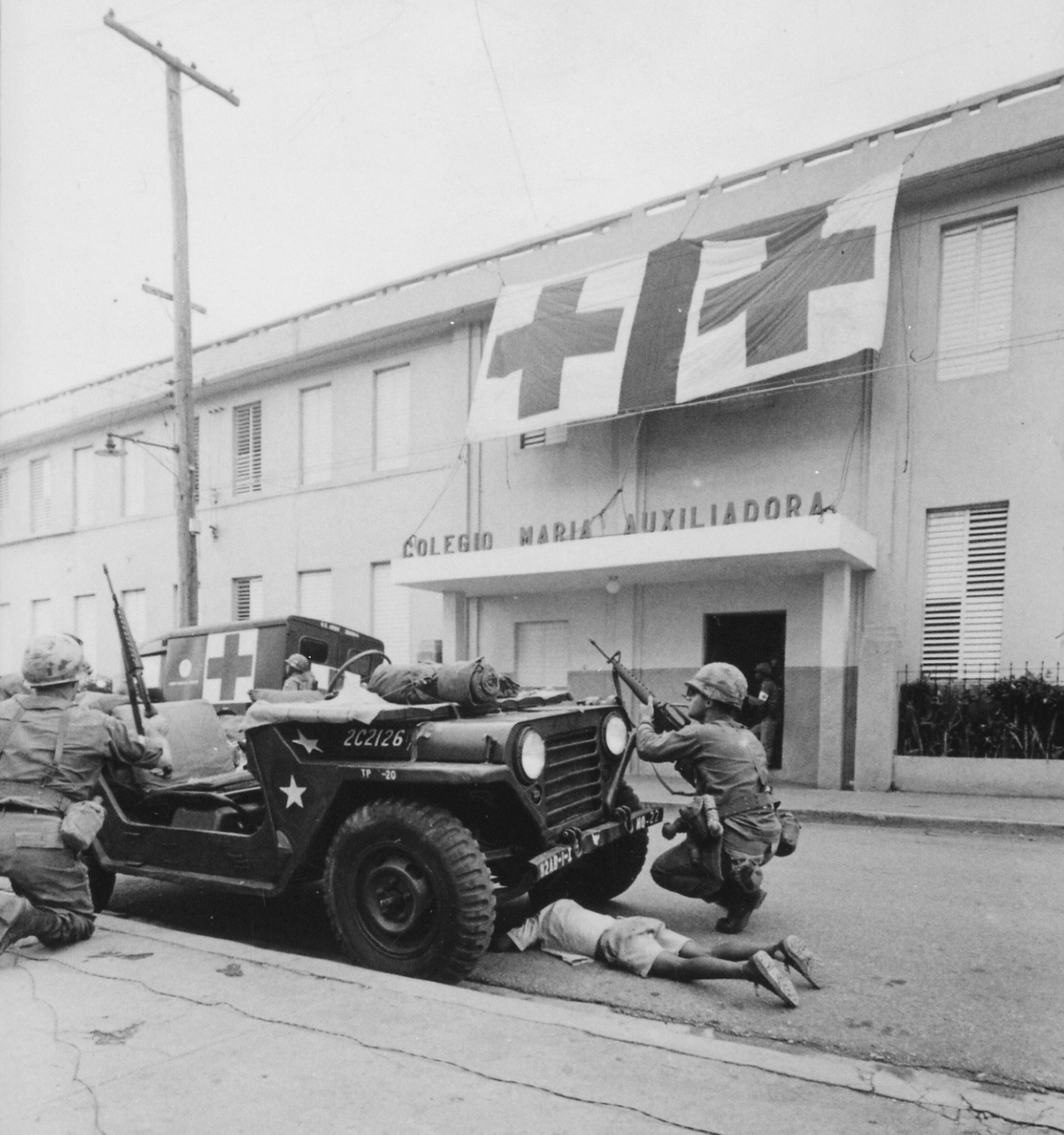
Soldati statunitensi si riparano dal fuoco di un cecchino nei pressi di un centro medico di Santo Domingo

Per quanto tiri di cecchinaggio e conflitti a fuoco con le pattuglie continuassero, il ritmo dei combattimenti calò drasticamente favorendo una seria ripresa dei negoziati. Dopo un nuovo accordo di cessate il fuoco mediato dalla delegazione dell'OSA il 5 maggio, due giorni più tardi prestò giuramento un "Governo di ricostruzione nazionale" (GRN): la presidenza era affidata al generale Antonio Imbert Barrera, l'unico dei principali responsabili dell'assassinio di Trujillo a essere rimasto in vita, mentre gli altri quattro membri comprendevano il colonnello Benoit (una mossa tesa a ingraziarsi i favori della vecchia giunta lealista) e tre esponenti tratti dalla società civile. Il nuovo governo fu subito riconosciuto dagli Stati Uniti, ma non riuscì a trovare il sostegno dei costituzionalisti; la propaganda costituzionalista ebbe buon gioco nel sostenere che il GRN era manovrato dai vecchi generali lealisti, visto che tra le prime nomine effettuate da Imbert vi erano quelle del generale Wessin al comando dell'esercito e del commodoro Carninero al ministero della difesa, e Imbert stesso del resto si disse più che contrario a un ingresso di Caamaño nel governo.
Dopo alcune scaramucce tra truppe lealiste e costituzionaliste a nord della LOC, il 13 maggio Imbert autorizzò una flagrante violazione del cessate il fuoco inviando cinque caccia P-51 a mitragliare le strutture di Radio Santo Domingo, da dove proveniva il grosso delle trasmissioni propagandistiche contro il GRN; l'attacco danneggiò le strutture della radio, ma uno dei caccia mitragliò per errore le postazioni dei marines ferendo un militare e fu di conseguenza abbattuto dai tiro di risposta degli statunitensi. Unitamente ai delegati dell'OSA, Bennett presentò proteste formali per l'attacco, ma in una comunicazione riservata con Washington l'ambasciatore espresse il suo sostegno per l'eliminazione del centro della propaganda costituzionalista e continuò a sostenere la necessità di una più decisa assistenza militare statunitense al GNR. L'8 e il 10 maggio unità di forze speciali statunitensi condussero operazioni coperte per mettere fuori uso i trasmettitori di Radio Santo Domingo ad Alto Bandero e La Vega, mentre il 13 maggio un nuovo attacco dei P-51 lealisti e delle forze speciali dominicane zittì definitivamente l'emittente.
Il 15 maggio le forze lealiste lanciarono una massiccia offensiva contro le rimanenti postazioni costituzionaliste a nord della LOC, nel distretto industriale di Santo Domingo, ribattezzata "operazione Limpieza" ("pulizia"); gli ufficiali statunitensi sul posto erano a conoscenza dell'attacco e avevano dato un tacito assenso a esso, anche se per disposizione di Johnson le forze statunitensi bloccarono ogni tentativo delle forze aeree e navali lealiste di intervenire nei combattimenti. Anche senza questo supporto, tuttavia, le unità lealiste ottennero un successo, sebbene al prezzo di pesanti perdite umane soprattutto tra i civili: entro il 21 maggio, quando la Croce Rossa riuscì a mediare una nuova tregua, gran parte del distretto industriale e la sede di Radio Santo Domingo erano cadute in mano alle forze lealiste, confinando quanto restava dei costituzionalisti a sud della LOC. Come rappresaglia, il 16 maggio unità costituzionaliste attaccarono la centrale elettrica sulle rive dell'Ozama, venendo però respinte dal presidio statunitense dopo un breve scontro. Il successo dell'operazione Limpieza rafforzò la posizione di Imbert, ma parimenti allontanò ancora una volta una soluzione politica della crisi: forte del successo militare, il presidente del GNR ebbe facile gioco nel respingere una nuova proposta statunitense, avanzata da una commissione ad hoc capitanata dal consigliere per la sicurezza nazionale McGeorge Bundy, circa la formazione di un governo provvisorio sotto un esponente moderato del PRD, Silvestre Antonio Guzman, e ancora una volta i negoziati rimasero in alto mare.
Alla fine di maggio la situazione era ritornata a una relativa tranquillità. Le forze statunitensi presidiavano in forze la LOC e la zona di sicurezza, distribuendo aiuti umanitari, conducendo azioni a sostegno della popolazione civile, raccogliendo informazioni di intelligence, portando avanti operazioni di guerra psicologica e cercando di impedire il contrabbando di armi; gli scontri si ridussero al perdurante tiro di cecchinaggio, e a occasionali incidenti di fuoco amico. Allontanato definitivamente il pericolo di un crollo militare dei lealisti, i comandi statunitensi divennero ora molto più neutrali nelle loro condotte con le parti in causa, come riconosciuto dallo stesso Caamaño in un incontro con i delegati dell'OSA il 22 maggio. Unità delle forze speciali statunitensi furono dislocate nelle regioni dell'interno, per tenere d'occhio la situazione e verificare voci circa coinvolgimenti dei cubani nella crisi: la massa della popolazione delle zone rurali della Repubblica Dominicana ignorava completamente quanto si stava svolgendo a Santo Domingo, e a parte qualche trasmissione radio da L'Avana non fu trovata alcuna prova di un coinvolgimento di nazioni straniere nella guerra civile. La maggior parte della popolazione dominicana sembrava mostrare indifferenza, o almeno ambivalenza, verso le forze statunitensi.

### La forza di pace interamericana

Soldati honduregni della IAPF poco dopo il loro arrivo a Santo Domingo

Dopo il fallimento della missione di McGeorge Bundy, gli Stati Uniti decisero di porre fine ai loro tentativi unilaterali e di delegare all'OSA l'intera conduzione dei negoziati con le parti in conflitto. Un coinvolgimento anche militare dell'organizzazione si era nel frattempo fatto lentamente avanti, una soluzione fortemente voluta da Johnson per poter dare un quadro legale più solido all'intervento degli Stati Uniti nella crisi dominicana e favorire un più veloce sganciamento dei reparti statunitensi dalla regione. Dopo giorni di paziente lavoro diplomatico da parte del rappresentante degli Stati Uniti all'OSA Ellsworth Bunker, il 6 maggio una risoluzione presentata da Argentina, Bolivia, Brasile, Colombia, Costa Rica e Venezuela chiese la formazione di una forza di pace unificata inter-americana, con l'incarico di mantenere la sicurezza a Santo Domingo come prologo a un ristabilirsi di un normale governo democratico; la risoluzione fu approvata con quindici voti a favore, cinque contrari e un astenuto.
La creazione materiale del contingente richiese altro tempo: le truppe dovevano essere fornite volontariamente dagli Stati membri, e in molti di essi i governi erano inibiti dalle dimostrazioni di piazza e dal compatto fronte anti-statunitense che si registrava nei media (un'analisi dei principali quotidiani sudamericani indicò una prevalenza di dieci a uno degli editoriali contrari all'intervento nella Repubblica Dominicana); le rivalità interne facevano il resto, con l'Argentina che ritirò il suo supporto dopo la decisione di affidare il comando della forza a un generale brasiliano. Il primo Stato a mettere a disposizione un contingente per la costituenda Forza di pace interamericana (Inter-American Peace Force o IAPF) fu l'Honduras il 12 maggio, e alla fine solo altre cinque nazioni latinoamericane lo seguirono: le truppe fornite all'IAPF provenivano da Brasile (1 130 soldati), Honduras (250 soldati), Paraguay (184 soldati), Nicaragua (160 soldati), Costa Rica (20 poliziotti) ed El Salvador (3 ufficiali di stato maggiore). Il contingente statunitense assegnato all'IAPF fu ufficialmente stabilito in un totale di 6 243 uomini; altri Stati membri si limitarono a inviare personale medico e aiuti umanitari (cibo, medicine, vestiario), distribuiti alla popolazione da un apposito centro di coordinamento dell'OSA stabilito a Santo Domingo l'8 maggio.

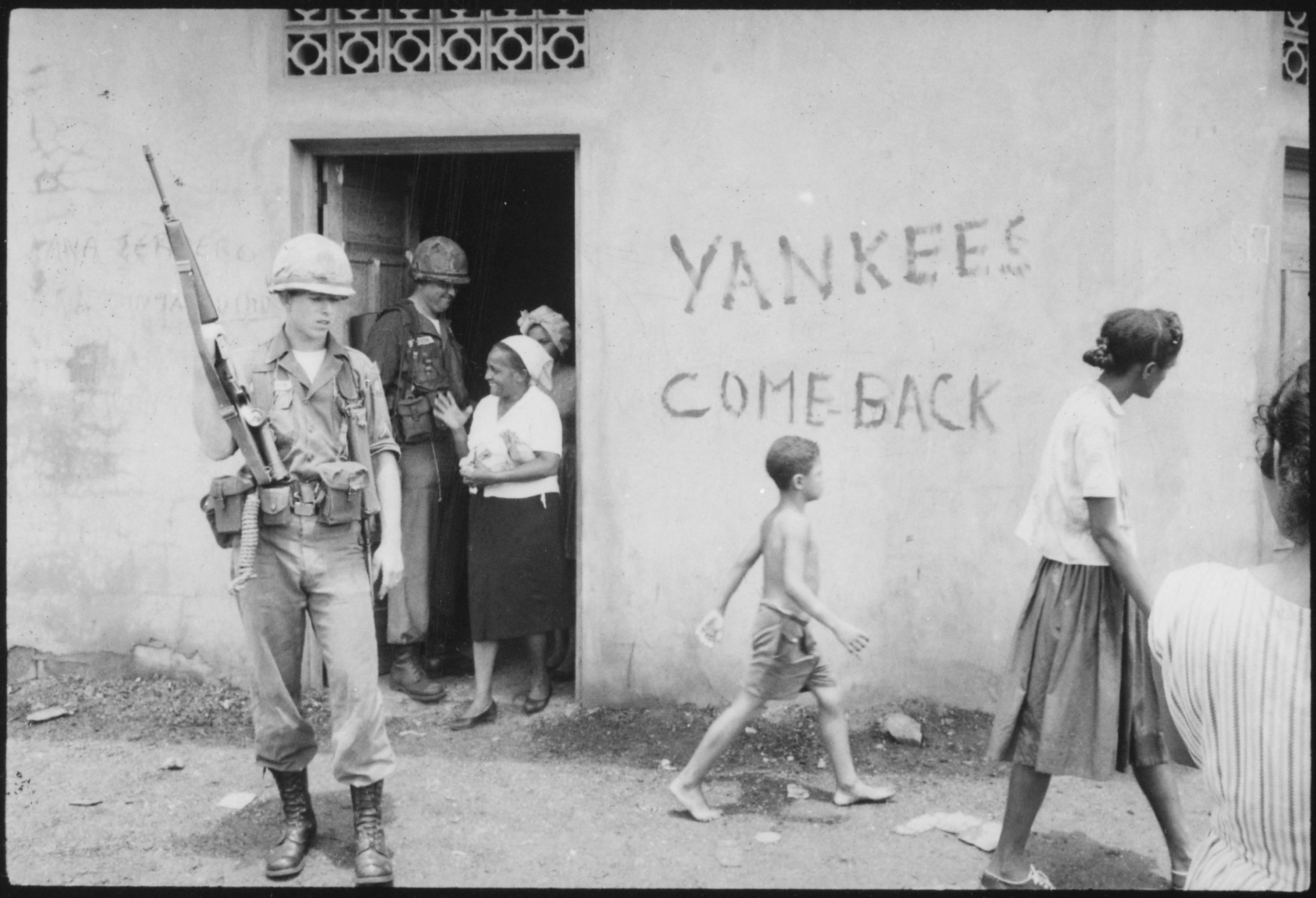
Soldati statunitensi presidiano un centro di distribuzione del cibo a Santo Domingo

I primi reparti della forza di pace iniziarono ad arrivare a Santo Domingo il 14 maggio; il generale Palmer, nominato vicecomandante della IAPF, diresse le prime operazioni in attesa dell'arrivo del comandante designato, il generale brasiliano Hugo Panasco Alvim. Palmer era più che contrario a porre sotto un comando non nazionale le forze statunitensi a Santo Domingo, ma le sue rimostranze furono respinte dai vertici politici di Washington: la credibilità stessa della missione derivava dal suo essere diretta dall'OSA e non dagli Stati Uniti, e ogni pretesa di autonomia per le forze statunitensi era diplomaticamente inaccettabile; il generale si assicurò comunque che alcune caselle chiave dello stato maggiore della forza fossero occupate da ufficiali statunitensi. La missione fu un incubo logistico: a parte il contingente brasiliano, i soldati latinoamericani arrivarono equipaggiati solo delle dotazioni strettamente individuali, al punto che Palmer chiese di scaglionare gli arrivi per permettere di approntare adeguate scorte di rifornimenti per sostenere i reparti; Johnson invece fece pressione perché lo spiegamento della IAPF fosse portato a termine il più presto possibile, obbligando le forze aeree statunitensi a grossi sforzi per far arrivare direttamente dai depositi negli Stati Uniti gli equipaggiamenti necessari. I rifornimenti di cibo, munizioni ed equipaggiamenti da campo per i contingenti latinoamericani sarebbero rimasti appannaggio diretto degli statunitensi per tutta la durata della missione.
Una formale cerimonia per l'attivazione della IAPF (la prima forza multinazionale di peacekeeping delle Americhe) fu celebrata a Santo Domingo il 23 maggio, e il generale Panasco Alvim si insediò alla guida della forza il 29 maggio seguente. Per quanto il generale non perdesse occasione per riservarsi l'ultima parola su ogni decisione, la sua collaborazione con Palmer fu ottima e lo statunitense riuscì a ritagliarsi un certo margine di autonomia e a rimanere il comandante de facto dei reparti statunitensi; i 156 posti dello stato maggiore della forza furono equamente divisi tra ufficiali statunitensi e latinoamericani. Il contingente latinoamericano fu riunito in un'unica brigata di due battaglioni (uno interamente brasiliano, l'altro misto con una compagnia di fanti di marina brasiliani e i restanti contingenti nazionali) comandata dal colonnello brasiliano de Meira Matio, mentre quello statunitense fu centrato sui tre battaglioni della 1st Brigade dell'82nd Division con l'aggiunta delle forze speciali e delle unità logistiche. Le prime unità statunitensi iniziarono a essere ritirate il 29 maggio, ed entro il 6 giugno tutti i marines avevano lasciato la Repubblica Dominicana; il 24 giugno il totale delle forze statunitensi a Santo Domingo era sceso a 12 400 uomini, ma Panasco Alvim fece rallentare il ritmo del ripiegamento in vista di una fase critica dei negoziati. Solo il 25 dicembre il contingente statunitense avrebbe raggiunto l'organico ufficialmente previsto per la sua partecipazione all'IAPF.

### Gli scontri di giugno
I primi reparti della IAPF divennero operativi il 29 maggio, quando i brasiliani sostituirono i marines nel presidio del perimetro della zona di sicurezza; altre unità latinoamericane entrarono in linea lungo la LOC all'inizio di giugno. Un buon successo diplomatico fu ottenuto il 1º giugno: il Palazzo presidenziale, occupato da truppe lealiste ma isolato all'interno della zona controllata dai costituzionalisti, era stato a lungo teatro di sparatorie tra le due parti e tra i ribelli e i non lontani presidi statunitensi della LOC; dopo vari negoziati, i lealisti acconsentirono a lasciare nel palazzo solo un contingente simbolico, creando tutto intorno a esso una zona smilitarizzata presidiata dai brasiliani. Pattuglie miste di osservatori della IAPF investigavano su ogni violazione registrata del cessate il fuoco, come pure sulle accuse di atrocità ed esecuzioni di massa avanzate da entrambe le parti; queste investigazioni si rivelarono piuttosto imparziali, portando tra l'altro all'interruzione dei tiri di mortaio frequentemente organizzati dai lealisti contro i quartieri costituzionalisti.
Le forze della IAPF furono messe alla prova nella prima metà di giugno, durante una fase di stallo dei negoziati. Il 6 giugno gruppi armati costituzionalisti mossero sulle posizioni tenute da brasiliani e statunitensi lungo la LOC; ne seguì una lunga sparatoria, al termine della quale gli attaccanti si ritirarono: le unità latinoamericane non solo ressero all'attacco, ma si dimostrarono più che propense a rispondere la fuoco con altro fuoco. I negoziati ripresero, solo per interrompersi di nuovo il 10 giugno a causa del rifiuto dei costituzionalisti di permettere un nuovo ampliamento della zona di sicurezza; ciò portò ben presto a scontri più pesanti. La notte tra il 14 e il 15 giugno unità costituzionaliste, apparentemente agendo contro gli ordini di Caamaño, aprirono il fuoco contro le postazioni brasiliane; la mattina del 15, intorno alle 07:50, un fuoco particolarmente intenso venne aperto contro le postazioni dell'82nd Division lungo la LOC, e dopo il ferimento di un soldato statunitense i paracadutisti iniziarono a rispondere al tiro con particolare vigore: nel giro di un paio d'ore la sparatoria degenerò in uno scontro totale, con l'impiego di mitragliatrici pesanti, lanciagranate, mortai e carri armati.

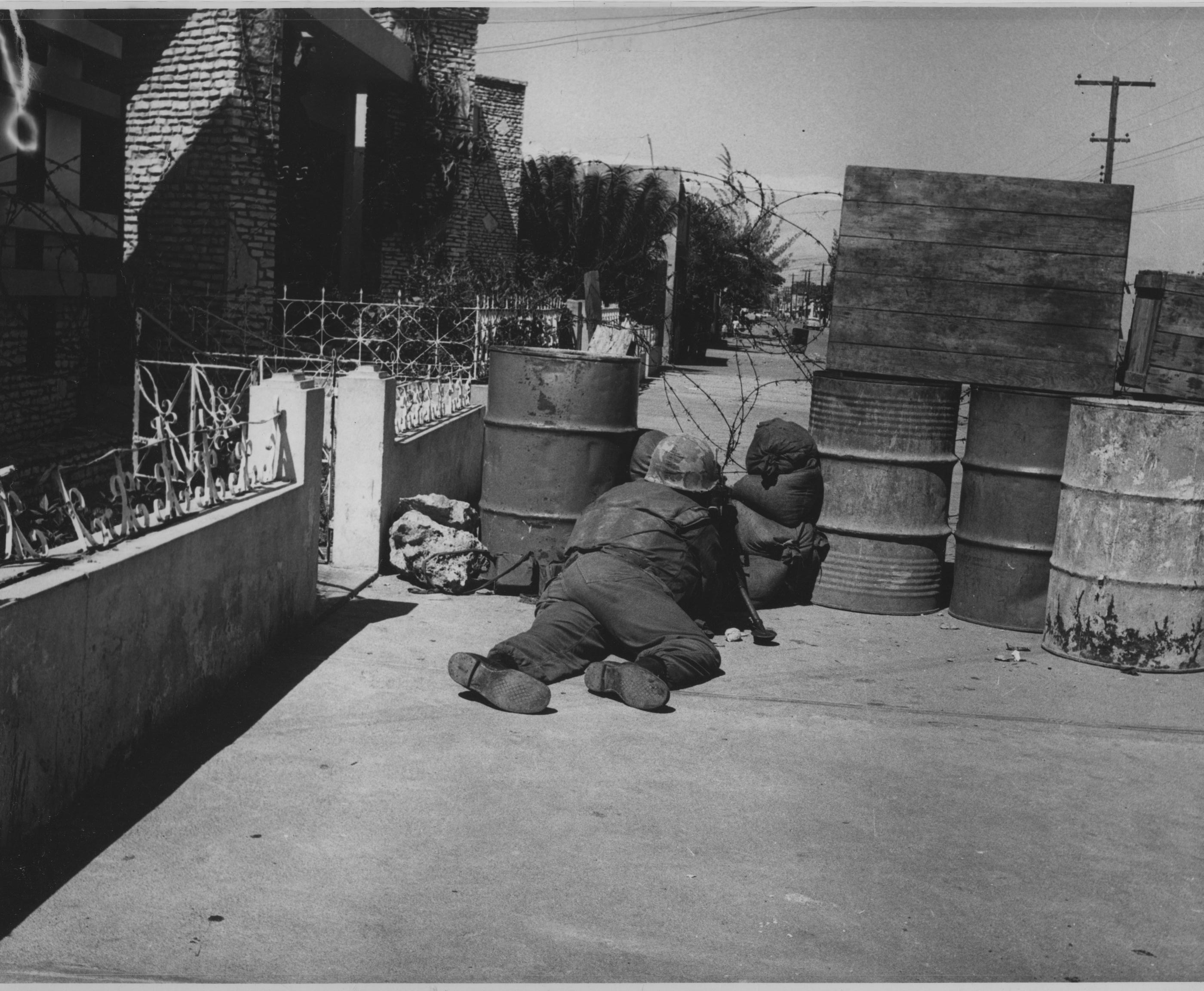
Un soldato statunitense si ripara dal tiro nemico nelle strade di Santo Domingo

Mentre lo scontro si estendeva anche alle postazioni brasiliane, il comandante dell'82nd York ricevette l'autorizzazione da Palmer e Panasco Alvim per lanciare un'offensiva contro la zona costituzionalista: un battaglione dell'82nd, protetto alle spalle da un secondo battaglione, si mosse dalla LOC verso sud, iniziando ben presto ad avanzare con rapidità di fronte a quello che appariva come un crollo totale delle unità costituzionaliste. York avrebbe voluto portare l'attacco a fondo, ma su istruzioni di Washington Palmer alla fine ordinò di arrestare l'offensiva intorno alle 16:00; le forze statunitensi conquistarono l'ospedale situato nelle vicinanze della centrale elettrica, una struttura la cui cessione tramite negoziati era sempre stata respinta, oltre a vari blocchi di abitazioni che diedero loro migliori campi di tiro e postazioni difensive rispetto a prima. Le sparatorie proseguirono anche il 16 giugno, ma non si registrarono altre avanzate delle unità dell'IAPF. La battaglia era costata tre morti e 28 feriti ai reparti dell'82nd, cinque feriti ai reparti brasiliani e una stima di 99 morti e più di 100 feriti ai costituzionalisti; anche molti civili erano stati presi in mezzo dal fuoco incrociato, e secondo alcune fonti il totale delle vittime dominicane (tra ribelli e civili) raggiunse quota 300.
La battaglia del 15-16 giugno abbatté il morale dei costituzionalisti e li rese molto meno propensi a ingaggiare altri scontri con la IAPF. I negoziati furono riaperti, condotti da un comitato ad hoc dell'OSA composto dal brasiliano Ilmar Penna Marinko, dal salvadoregno Ramon de Clairmont Duena e dallo statunitense Ellsworth Bunker, e approdarono infine a un risultato concreto il 18 giugno: dopo un'interminabile serie di incontri (48 con i costituzionalisti, 51 con i lealisti) fu raggiunto un accordo per la formazione di un governo provvisorio che avrebbe retto la nazione fino alle elezioni, da tenersi entro nove mesi sotto la protezione dell'IAPF e la supervisione dell'OSA; il nuovo governo sarebbe stato retto da Héctor García-Godoy (ex ministro degli esteri del governo Bosch), e avrebbe agito sotto le disposizioni di una costituzione provvisoria in luogo dei testi del 1962 e del 1963. Le ali estreme delle due fazioni tentarono di sabotare l'accordo riprendendo le azioni di cecchinaggio contro la IAPF e i tiri di mortaio sui quartieri occupati dal nemico, ma questo non arrestò i negoziati: il leader lealista Imbert, sottoposto a forti pressioni diplomatiche da parte degli statunitensi, privato del loro sostegno finanziario e pubblicamente screditato dalle rivelazioni in merito alle atrocità perpetrate dalle sue truppe, rassegnò le dimissioni dalla carica di presidente il 30 agosto, mentre il giorno successivo Caamaño appose la sua firma sull'accordo finale ("Atto di riconciliazione") portando alla dissoluzione del governo costituzionalista. Il 3 settembre García-Godoy entrò in carica come presidente provvisorio della Repubblica Dominicana, ponendo di fatto fine alla guerra civile.

## Conseguenze

### Il governo García-Godoy
García-Godoy ricevette immediatamente il riconoscimento e il sostegno finanziario da parte degli Stati Uniti, anche se dovette affrontare subito una dura prova. Per ingraziarsi gli esponenti costituzionalisti, il 5 settembre il presidente provvisorio decretò lo scioglimento del CEFA e la sua reintegrazione all'interno dell'Esercito dominicano, e l'8 settembre, durante un teso incontro faccia a faccia, chiese al generale Wessin di lasciare il paese. Per tutta risposta, il 9 settembre Wessin mobilitò le unità del CEFA e si mise in marcia alla volta di Santo Domingo; la marcia fu però subito bloccata dalle unità della IAPF, mentre reparti statunitensi provvedevano a circondare il quartier generale di Wessin. Dopo un incontro con i generali Panasco Alvim e Palmer, Wessin alla fine cedette e accettò di lasciare il paese, ufficialmente per assumere la carica di console generale della Repubblica Dominicana a Miami.
La partenza di Wessin doveva essere il primo passo per la smilitarizzazione delle forze costituzionaliste, processo che tuttavia si dimostrò più lungo del previsto; la situazione nella Città nuova era critica, con bande di criminali che spadroneggiavano nelle strade e scontri tra gruppi delle opposte fazioni politiche. Il 14 ottobre Caamaño accettò di riunire, sotto la protezione delle truppe statunitensi, le unità regolari costituzionaliste nella caserma "27 Luglio" nella parte est della città, e il 25 ottobre le forze della IAPF entrarono in massa nella Città nuova: senza subire o infliggere alcuna perdita, le unità statunitensi e latinoamericane misero in sicurezza la zona nel giro di un'ora. Le forze costituzionaliste (tranne un gruppo di guardie del corpo per Caamaño e i suoi ufficiali) furono disarmate, e le vecchie linee di demarcazione che dividevano Santo Domingo furono abolite.

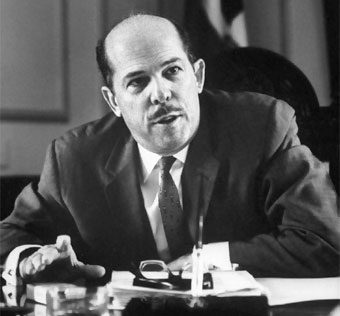
Héctor García-Godoy, presidente del governo provvisorio che pose finalmente fine alla guerra civile dominicana

Con l'assistenza della IAPF, il governo di García-Godoy riuscì progressivamente a imporre la sua autorità. Entro la seconda settimana di novembre, la vita a Santo Domingo era tornata a una relativa tranquillità: il porto era stato riaperto come pure le banche, e i giornali avevano ripreso a uscire; una nuova forza di polizia nazionale, addestrata dagli statunitensi, iniziò a prendere in consegna i compiti di mantenimento dell'ordine pubblico. La situazione rimaneva comunque tesa, e la presenza delle truppe della IAPF ancora necessaria: tra il 21 e il 22 novembre rivolte promosse da ex sostenitori dei costituzionalisti presero vita nelle città di Santiago de los Caballeros e Santa Cruz de Barahona nell'ovest del paese, ma furono represse da truppe dominicane assistite a distanza da un contingente statunitense. Un incidente più serio si verificò il 19 dicembre, quando Caamaño e un folto gruppo di suoi seguaci in armi raggiunsero Santiago per partecipare ai funerali di un ufficiale costituzionalista recentemente assassinato: un vasto contingente di truppe lealiste circondò l'albergo dove alloggiava l'ex comandante in capo dei costituzionalisti, innescando una sparatoria che si prolungò per cinque ore e che lasciò sul terreno quindici morti e diciotto feriti; solo l'arrivo di una compagnia di paracadutisti statunitensi interruppe gli scontri e consentì a Caamaño di rientrare incolume a Santo Domingo.
Come parte del suo programma di pacificazione, nel gennaio 1966 García-Godoy annunciò un piano di dismissione dagli incarichi dei precedenti leader militari nazionali tramite loro assegnazioni all'estero; anche Caamaño fu coinvolto nel piano, venendo assegnato come addetto militare all'ambasciata dominicana a Londra. Ufficiali lealisti scontenti tentarono il 6 gennaio un colpo di stato occupando la sede di Radio Santo Domingo, ma entro il giorno successivo il tentativo era abortito senza spargimenti di sangue grazie all'intervento delle truppe statunitensi. Il generale Panasco Alvim, simpatizzante con le istanze dei generali conservatori dominicani, si era dimostrato riluttante a intervenire in questo episodio, portando a pressioni statunitensi per una sua rimozione dall'incarico: alla fine di gennaio, come parte di un accordo con il governo brasiliano, sia Panasco Alvim che Palmer furono rimossi e rimpiazzati rispettivamente dai generali Alvaro de Silva Braga e Robert R. Linvill. Il piano di García-Godoy per una riorganizzazione in senso più democratico, professionale e meno corrotto degli alti ranghi delle forze armate proseguì poi senza altri grossi incidenti.
Gli Stati Uniti e l'OSA si impegnarono molto perché la tornata elettorale prevista per il 1º giugno 1996 si svolgesse regolarmente e restituisse un risultato credibile e in buona fede; a parte poche irregolarità minori nella registrazione degli elettori, la consultazione si svolse senza problemi di sorta con 1,3 milioni di votanti che si recarono ai seggi. Undici partiti si presentarono alle urne, anche se la sfida vera era tra i conservatori capitanati dall'ex presidente Balaguer, i progressisti dell'ex presidente Bosch e l'estrema destra dell'ex presidente trujillista Bonnelly: anche grazie a una migliore campagna elettorale, Balaguer si assicurò una schiacciante vittoria con il 57% dei consenti, mentre Bosch (screditato dal suo essere rimasto in esilio per tutta la durata delle ostilità, e azzoppato dalla generale paura che un suo ritorno al potere avrebbe automaticamente riacceso la guerra civile) si fermò all'8,3% e Bonnelly al 3%. Con l'entrata in carica del nuovo presidente, il 24 giugno l'assemblea dell'OSA autorizzò l'avvio del ritiro delle truppe della IAPF a partire dal 1º luglio seguente; il ritiro si svolse a scaglioni e senza incidenti di sorta, e il 21 settembre 1966 le ultime truppe straniere lasciarono la Repubblica Dominicana.

### Le vittime
Nei diciassette mesi di impiego sul territorio della Repubblica Dominicana, le forze armate degli Stati Uniti subirono un totale di 219 perdite umane: 47 morti (di cui 27 in combattimento e 20 per altre cause) e 172 feriti; il costo finanziario fu stimato in un totale di 311 milioni di dollari, comprensivo sia delle spese militari che degli aiuti umanitari. Il contingente latinoamericano della IAPF subì un totale di un morto non legato ai combattimenti e 17 feriti in azione.
Le perdite tra la popolazione dominicana sono difficili da stimare, sia nel totale generale che per quanto riguarda la distinzione tra costituzionalisti e lealisti, o ancora (visto il massiccio ricorso a combattenti irregolari) tra militari e civili. Le migliori stime elaborate dagli statunitensi calcolarono un totale di 825 caduti nelle file delle forze militari lealiste (sommando 500 soldati a 325 membri della polizia nazionale) e di 600 tra i reparti militari passati dalla parte dei costituzionalisti; i feriti di entrambi i gruppi furono giudicati come non conteggiabili. Stime della Croce Rossa dominicana, non comprendenti i reparti militari regolari e la polizia ma solo i civili (compresi però i membri dei gruppi armati irregolari), arrivarono a un totale di 2 000 morti e 3 000 feriti tra la popolazione dominicana; altre stime di parte dominicana conteggiarono in 6 000 le vittime, militari e civili, della guerra civile. La maggior parte delle vittime fu registrata nei primi giorni del conflitto, ovvero tra l'aprile e il maggio 1965; si conviene generalmente che senza l'intervento statunitense il numero delle vittime sarebbe stato sicuramente più alto.

### Bilanci

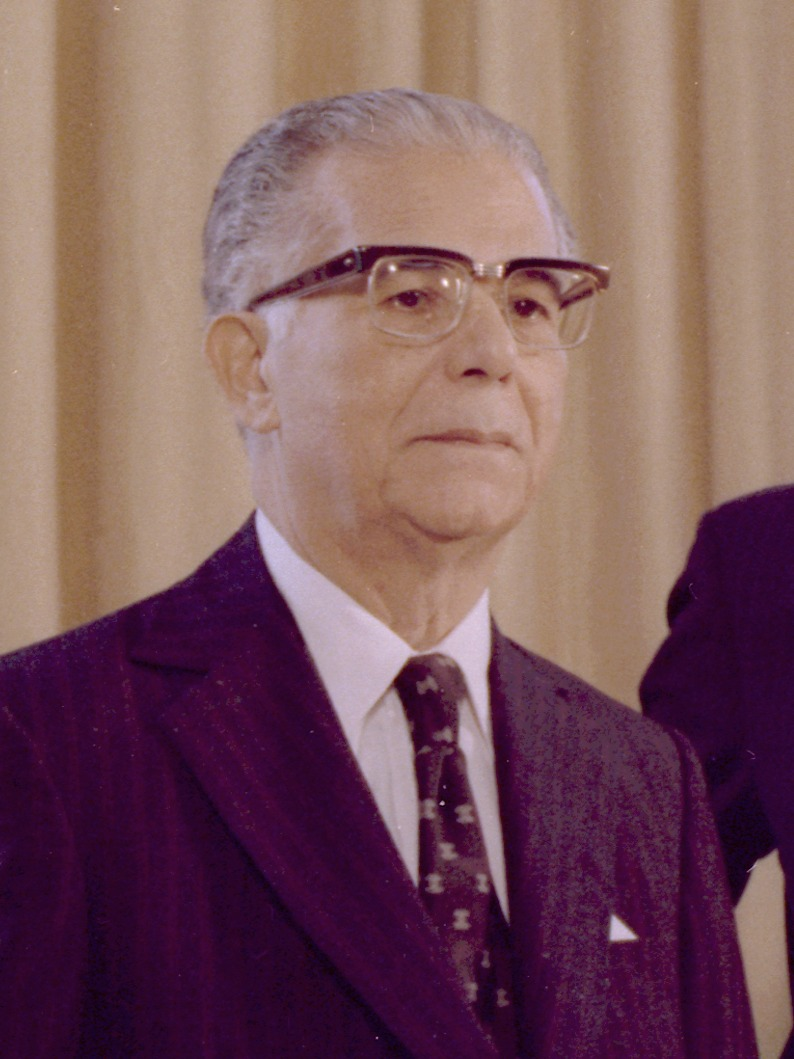
Joaquin Balaguer nel 1977; il suo governo, ben presto scivolato nell'autoritarismo, sarebbe proseguito per dodici anni

Dal punto di vista statunitense, l'operazione Power Pack fu un successo costellato però di luci e ombre. L'obiettivo centrale dell'amministrazione Johnson era stato raggiunto: la Repubblica Dominicana non era diventata una "seconda Cuba", un paese governato da movimenti dichiaratamente comunisti, e ciò era stato realizzato senza imbarcarsi in una "seconda Ungheria", ovvero un'invasione e un'occupazione militare su vasta scala a modello di quella sovietica del 1956 nel paese magiaro, con i relativi pesanti costi bellici e politici; se paragonata ad altri futuri impieghi statunitensi per contrastare l'espansione degli ideali comunisti nel Centroamerica (come gli interventi nella guerra civile in Guatemala e nella guerra civile in El Salvador, o l'appoggio ai gruppi di contras in Nicaragua), Power Pack fu un successo rapido, decisivo e ottenuto a costi materiali contenuti.
Balanguer garantì quella stabilità che gli Stati Uniti volevano per la regione: il suo regime conservatore allontanò il pericolo di nuovi colpi di stato dei militari, conquistando il controllo delle forze armate tramite una rotazione su base regolare degli alti comandi e purgando rapidamente gli elementi sospetti. Per dodici anni Balanguer resse la nazione con poteri sempre più autoritari, e le sue rielezioni nel 1970 e nel 1974 furono ottenute principalmente grazie alle intimidazioni e al boicottaggio delle opposizioni; si contarono ancora parecchi omicidi di oppositori politici e azioni repressive della polizia, anche se molto lontani dagli eccessi degli anni di Trujillo. Balanguer riuscì a risanare l'economia nazionale e a riportare un certo benessere, messo però in stallo da una nuova crisi economica scoppiata alla fine degli anni 1970 che generò forte malcontento; un tentativo di autogolpe dello stesso Balanguer per rimanere in sella nonostante la sconfitta alle elezioni del 1978 fu stroncato dalla ferma opposizione dell'amministrazione Carter, e Balanguer dovette quindi cedere la presidenza ad Antonio Guzmán Fernández.
I costi politici dell'operazione, tuttavia, non furono affatto contenuti. Power Pack portò di fatto all'archiviazione della "politica di buon vicinato" inaugurata da Franklin Delano Roosevelt negli anni 1930 e rivitalizzata negli anni di Kennedy: per quanto gli Stati Uniti appoggiassero a parole il principio della non ingerenza nelle questioni interne dei paesi dell'emisfero occidentale, divenne chiaro che tutto ciò poteva essere rapidamente messo da parte quando gli interessi vitali della nazione (e segnatamente il contrasto all'ideologia comunista) erano messi in pericolo. Ciò generò di riflesso un profondo risentimento nelle nazioni latinoamericane per le azioni di Washington, portando molti a credere a un ritorno dei tempi delle "guerre della banana" degli anni 1910-1920; i sospetti in tal senso sarebbero perdurati ancora a lungo.

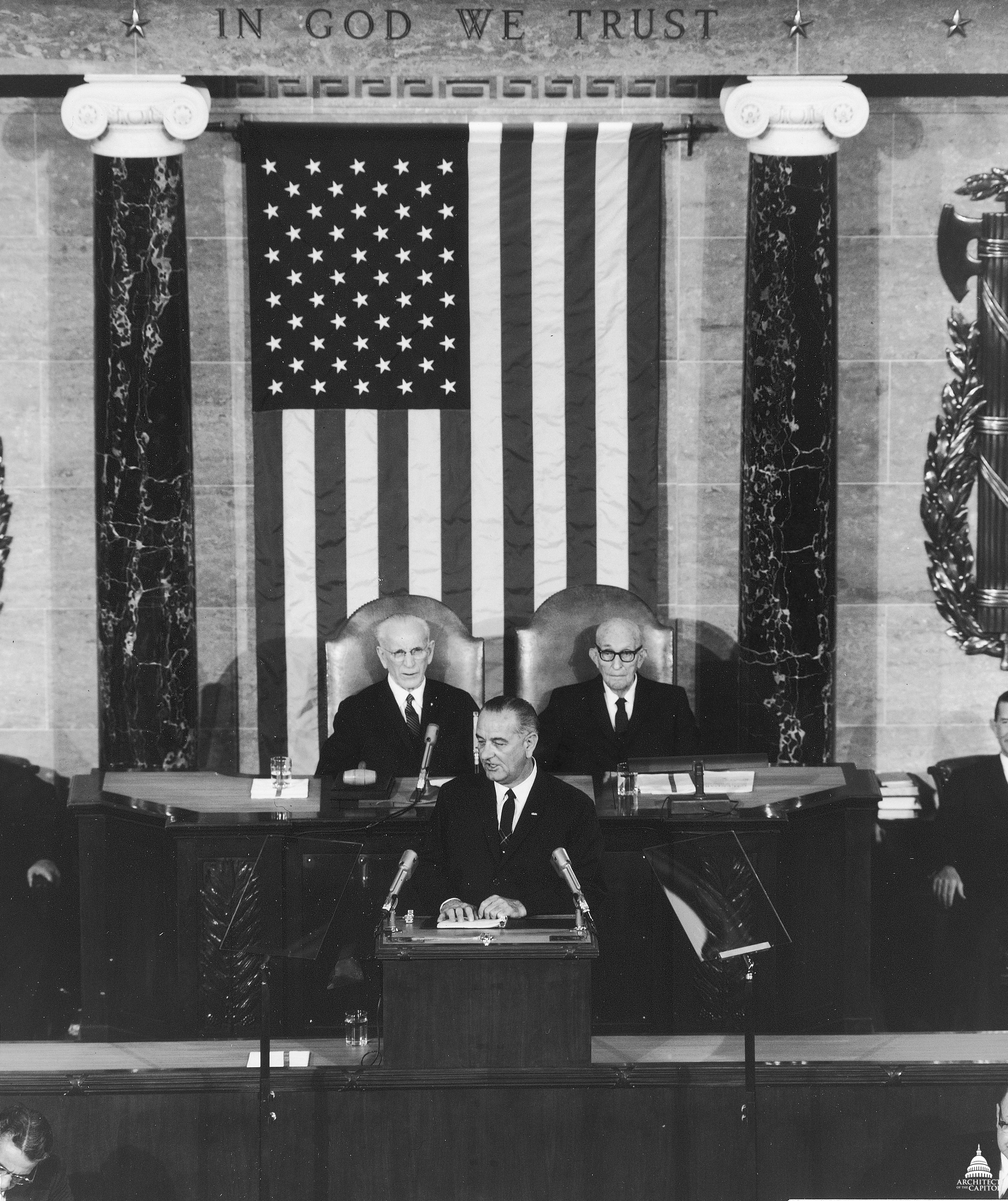
Johnson parla al Congresso durante il Discorso sullo stato dell'Unione del 1965; la sua decisione di intervenire nella Repubblica Dominicana avrebbe aperto delle grosse crepe nella sua politica poi acuitesi durante la guerra del Vietnam

Inoltre, per quanto gli Stati Uniti avessero mostrato di prediligere gli interventi multilaterali (chiedendo il coinvolgimento dell'OSA nella crisi e appoggiando il dispiegamento della IAPF), dimostrarono anche palesemente (con lo sbarco dei marines e, soprattutto, con l'invio dei paracadutisti dell'82nd il 30 aprile) di essere più che disposti ad agire unilateralmente e senza consultazioni con gli alleati. Questo distrusse in pratica l'enorme successo politico ottenuto dall'OSA nella gestione della crisi: per la prima volta nella sua storia l'OSA aveva operato unitariamente e con successo per impedire l'acuirsi di una grave crisi politica e umanitaria in uno dei suoi Stati membri, ma le azioni unilaterali e la pretesa di autonomia dei comandi statunitensi fecero apparire l'organizzazione e la sua missione di peacekeeping come nulla di più di un'estensione dell'azione del governo di Washington; nulla di simile alla IAPF sarebbe mai stato creato in seguito, e come rilevò il professore Abraham Lowenthal «l'idea di una forza inter-americana composta da unità provenienti dai paesi democratici dell'emisfero [...] sembra sia morta come risultato di una sua prematura nascita nel contesto dominicano».
I costi per gli Stati Uniti furono pesanti anche sul fronte interno. Se l'opinione pubblica statunitense appoggiò massicciamente la decisione di sbarcare i marines per proteggere l'evacuazione dei cittadini nazionali da Santo Domingo (un obiettivo facile da spiegare e condiviso), non altrettanto si verificò con l'intervento dell'82nd al fine di stabilizzare la situazione e impedire la nascita di un regime comunista nella Repubblica Dominicana. L'amministrazione Johnson non era preparata alle critiche interne che ricevette, e le sue contromisure furono disastrose: alla marea montante di condanne per l'azione, proveniente non solo dai media ma anche da membri del Congresso, uomini di stato e accademici, tutti compattamente indignati per questo sfoggio di arrogante potenza e di ingerenza negli affari interni di un'altra nazione, l'amministrazione rispose con dichiarazioni circa la minaccia comunista nella Repubblica Dominicana piuttosto vaghe e fumose, non di rado accompagnate da esagerazioni e mezze verità; una lista di supposti agenti comunisti impegnati attivamente nella guerra civile, elaborata dalla CIA e subito resa pubblica come pezza d'appoggio per l'operazione, si rivelò talmente piena di errori (scambi di identità, indicazioni di persone decedute, in esilio all'estero o già in prigione) da rivelarsi un boomerang per l'amministrazione. Non giovò inoltre l'insistenza di Johnson nel presentare le forze statunitensi a Santo Domingo come neutrali ed equidistanti tra i due blocchi: cosa certamente vera con l'avvio della missione dell'IAPF, ma non altrettanto veritiera durante i decisivi giorni dell'aprile-maggio 1965; l'appoggio statunitense alla fazione lealista fu facilmente smascherato dai giornalisti presenti sul posto, minando terribilmente la credibilità dell'amministrazione Johnson e dei comandi militari sul campo che dovevano tenere in piedi le affermazioni dei decisori politici.
L'operazione Power Pack aprì la prima grande spaccatura nel vasto fronte bipartisan che sosteneva consensualmente la politica estera statunitense durante il primo ventennio della guerra fredda, e inflisse un primo grave "gap di credibilità" alle prerogative presidenziali nella conduzione degli affari internazionali. Johnson fu probabilmente il primo presidente statunitense a subire pesanti critiche per la gestione di una crisi internazionale che vedeva in campo le forze armate statunitensi (nulla di paragonabile a quanto subito da Harry Truman durante le fasi più critiche della guerra di Corea), ma soprattutto la spedizione a Santo Domingo rappresentò la prima occasione nella storia (quantomeno, nella memoria storica recente) in cui i comandanti militari statunitensi impegnati in combattimento furono oggetto di commenti avversi da parte della stampa di casa; tutte questioni che sarebbero esplose negli anni della guerra del Vietnam, ma che di fatto nacquero come conseguenza dei fatti della Repubblica Dominicana.